# 一関市

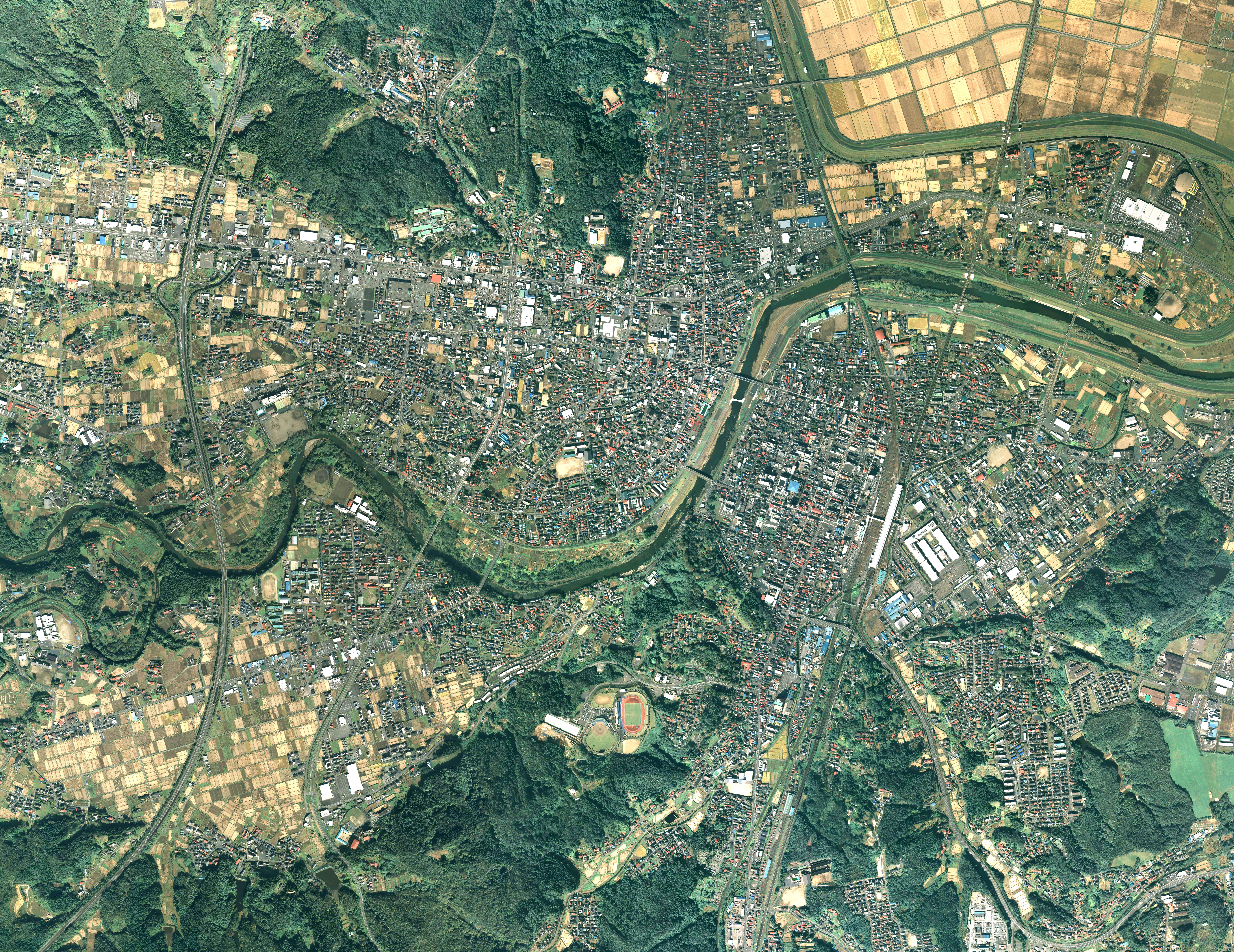
一関市中心部周辺の空中写真。市街地の中央を磐井川が流れる。2011年10月9日撮影の21枚を合成作成。
。

一関市（いちのせきし）は、岩手県の最南端に位置する市。

## 概要
現在の一関市は、2005年（平成17年）9月20日に7市町村の対等合併で出来た三代目の一関市である（#歴史参照）。
合併前の旧一関市を中心自治体とする一関都市圏は、南の宮城県金成町（現・栗原市の一部）から北の岩手県平泉町などを含む西磐井郡を中心とした区域であった。しかし、実際に合併の対象となったのは、旧一関市の都市圏の範囲ではなく、旧磐井郡（西磐井郡および東磐井郡）の範囲であった。東磐井郡では室根村が気仙沼都市圏に入っており、その他の東磐井郡の自治体も一関都市圏の範囲ではない例がいくつかあり、結果として旧磐井郡全域での合併はならなかったが、県内では宮古市に次ぐ広大な市域を持つ自治体となり（全国の市町村でも12位）、宮城県と秋田県に接している。人口は約10.5万人で、県内では盛岡市、奥州市に次いで3番目に多い。
岩手県の最南端に位置する一関市は、仙台と盛岡の中間地点、東北地方のほぼ中心に位置している。東京からは約450kmの位置（JRにおける営業キロは445.1 km）にある。これは、東京から滋賀県米原市（JRにおける営業キロは445.9 km）とほぼ同じ距離にあたる。岩手県南から宮城県北にかけて「中東北」と言う概念を提唱し、同地域の4自治体で「栗登一平（くりといっぺい）」（栗原市、登米市、一関市、平泉町から頭文字を取った）のスローガンで県境を越えた共通の地域課題の解決の取り組みを行っている。
一関遊水池にある東北新幹線の鉄橋「第一北上川橋梁、1975年12月竣工」は、日本の鉄道橋の中では最長の3870mを誇る。また、世界でも上位に入る。
一関市から奥州市・宮城県気仙沼市にかけての北上高地が、国際プロジェクトで建設される超大型加速器「国際リニアコライダー (ILC) 」の最有力候補地となっている。

## 地理
- 山岳：栗駒山（須川岳）、束稲山、室根山など
- 河川：北上川、磐井川、砂鉄川、千厩川、大川、津谷川など

### 気候
夏と冬、そして1日の気温差が大きい内陸性気候となっている。夏は緯度の割に暑く、猛暑日となることもあるが、熱帯夜になることは少ない。積雪量は岩手県内ではそれほど多くはない。
| 一関（1991年 - 2020年）の気候      | 一関（1991年 - 2020年）の気候 | 一関（1991年 - 2020年）の気候 | 一関（1991年 - 2020年）の気候 | 一関（1991年 - 2020年）の気候 | 一関（1991年 - 2020年）の気候 | 一関（1991年 - 2020年）の気候 | 一関（1991年 - 2020年）の気候 | 一関（1991年 - 2020年）の気候 | 一関（1991年 - 2020年）の気候 | 一関（1991年 - 2020年）の気候 | 一関（1991年 - 2020年）の気候 | 一関（1991年 - 2020年）の気候 | 一関（1991年 - 2020年）の気候 |
| 月                                 | 1月                           | 2月                           | 3月                           | 4月                           | 5月                           | 6月                           | 7月                           | 8月                           | 9月                           | 10月                          | 11月                          | 12月                          | 年                            |
| ---------------------------------- | ----------------------------- | ----------------------------- | ----------------------------- | ----------------------------- | ----------------------------- | ----------------------------- | ----------------------------- | ----------------------------- | ----------------------------- | ----------------------------- | ----------------------------- | ----------------------------- | ----------------------------- |
| 最高気温記録 °C （°F）             | 13.6 (56.5)                   | 18.3 (64.9)                   | 23.9 (75)                     | 31.4 (88.5)                   | 34.8 (94.6)                   | 35.3 (95.5)                   | 38.0 (100.4)                  | 38.2 (100.8)                  | 35.3 (95.5)                   | 30.5 (86.9)                   | 23.2 (73.8)                   | 21.4 (70.5)                   | 38.2 (100.8)                  |
| 平均最高気温 °C （°F）             | 3.8 (38.8)                    | 5.1 (41.2)                    | 9.5 (49.1)                    | 16.0 (60.8)                   | 21.5 (70.7)                   | 24.7 (76.5)                   | 27.9 (82.2)                   | 29.3 (84.7)                   | 25.3 (77.5)                   | 19.3 (66.7)                   | 12.7 (54.9)                   | 6.1 (43)                      | 16.8 (62.2)                   |
| 日平均気温 °C （°F）               | −0.1 (31.8)                   | 0.6 (33.1)                    | 4.1 (39.4)                    | 9.8 (49.6)                    | 15.4 (59.7)                   | 19.4 (66.9)                   | 23.0 (73.4)                   | 24.2 (75.6)                   | 20.4 (68.7)                   | 14.0 (57.2)                   | 7.6 (45.7)                    | 2.1 (35.8)                    | 11.7 (53.1)                   |
| 平均最低気温 °C （°F）             | −3.6 (25.5)                   | −3.3 (26.1)                   | −0.8 (30.6)                   | 4.0 (39.2)                    | 10.1 (50.2)                   | 15.2 (59.4)                   | 19.4 (66.9)                   | 20.6 (69.1)                   | 16.5 (61.7)                   | 9.5 (49.1)                    | 3.0 (37.4)                    | −1.4 (29.5)                   | 7.5 (45.5)                    |
| 最低気温記録 °C （°F）             | −14.4 (6.1)                   | −15.2 (4.6)                   | −10.3 (13.5)                  | −4.6 (23.7)                   | 1.0 (33.8)                    | 5.3 (41.5)                    | 6.3 (43.3)                    | 11.6 (52.9)                   | 6.0 (42.8)                    | −0.9 (30.4)                   | −7.3 (18.9)                   | −12.6 (9.3)                   | −15.2 (4.6)                   |
| 降水量 mm （inch）                 | 46.5 (1.831)                  | 40.1 (1.579)                  | 76.1 (2.996)                  | 86.6 (3.409)                  | 107.5 (4.232)                 | 121.8 (4.795)                 | 181.1 (7.13)                  | 161.9 (6.374)                 | 156.3 (6.154)                 | 118.6 (4.669)                 | 68.2 (2.685)                  | 58.7 (2.311)                  | 1,211.6 (47.701)              |
| 降雪量 cm （inch）                 | 57 (22.4)                     | 52 (20.5)                     | 15 (5.9)                      | 2 (0.8)                       | 0 (0)                         | 0 (0)                         | 0 (0)                         | 0 (0)                         | 0 (0)                         | 0 (0)                         | 3 (1.2)                       | 40 (15.7)                     | 166 (65.4)                    |
| 平均降水日数 （≥1.0 mm）           | 9.7                           | 8.7                           | 9.6                           | 9.0                           | 10.0                          | 10.1                          | 13.0                          | 11.6                          | 11.1                          | 9.7                           | 8.9                           | 10.6                          | 121.7                         |
| 平均月間日照時間                   | 115.6                         | 124.4                         | 163.0                         | 178.0                         | 183.8                         | 138.3                         | 117.7                         | 132.6                         | 117.7                         | 131.9                         | 125.5                         | 108.7                         | 1,643.5                       |
| 出典1：Japan Meteorological Agency |                               |                               |                               |                               |                               |                               |                               |                               |                               |                               |                               |                               |                               |
| 出典2：気象庁                      |                               |                               |                               |                               |                               |                               |                               |                               |                               |                               |                               |                               |                               |

| 千厩（1991年 - 2020年）の気候      | 千厩（1991年 - 2020年）の気候 | 千厩（1991年 - 2020年）の気候 | 千厩（1991年 - 2020年）の気候 | 千厩（1991年 - 2020年）の気候 | 千厩（1991年 - 2020年）の気候 | 千厩（1991年 - 2020年）の気候 | 千厩（1991年 - 2020年）の気候 | 千厩（1991年 - 2020年）の気候 | 千厩（1991年 - 2020年）の気候 | 千厩（1991年 - 2020年）の気候 | 千厩（1991年 - 2020年）の気候 | 千厩（1991年 - 2020年）の気候 | 千厩（1991年 - 2020年）の気候 |
| 月                                 | 1月                           | 2月                           | 3月                           | 4月                           | 5月                           | 6月                           | 7月                           | 8月                           | 9月                           | 10月                          | 11月                          | 12月                          | 年                            |
| ---------------------------------- | ----------------------------- | ----------------------------- | ----------------------------- | ----------------------------- | ----------------------------- | ----------------------------- | ----------------------------- | ----------------------------- | ----------------------------- | ----------------------------- | ----------------------------- | ----------------------------- | ----------------------------- |
| 最高気温記録 °C （°F）             | 14.4 (57.9)                   | 18.3 (64.9)                   | 22.3 (72.1)                   | 30.8 (87.4)                   | 33.0 (91.4)                   | 34.0 (93.2)                   | 36.0 (96.8)                   | 36.4 (97.5)                   | 35.4 (95.7)                   | 29.6 (85.3)                   | 23.8 (74.8)                   | 20.6 (69.1)                   | 36.4 (97.5)                   |
| 平均最高気温 °C （°F）             | 3.3 (37.9)                    | 4.4 (39.9)                    | 8.6 (47.5)                    | 15.0 (59)                     | 20.4 (68.7)                   | 23.6 (74.5)                   | 27.0 (80.6)                   | 28.3 (82.9)                   | 24.5 (76.1)                   | 18.6 (65.5)                   | 12.3 (54.1)                   | 5.9 (42.6)                    | 16.0 (60.8)                   |
| 日平均気温 °C （°F）               | −0.9 (30.4)                   | −0.2 (31.6)                   | 3.2 (37.8)                    | 8.8 (47.8)                    | 14.3 (57.7)                   | 18.3 (64.9)                   | 22.0 (71.6)                   | 23.2 (73.8)                   | 19.3 (66.7)                   | 13.0 (55.4)                   | 6.6 (43.9)                    | 1.4 (34.5)                    | 10.7 (51.3)                   |
| 平均最低気温 °C （°F）             | −5.1 (22.8)                   | −4.7 (23.5)                   | −2.1 (28.2)                   | 2.5 (36.5)                    | 8.4 (47.1)                    | 13.7 (56.7)                   | 18.3 (64.9)                   | 19.4 (66.9)                   | 15.2 (59.4)                   | 7.9 (46.2)                    | 1.4 (34.5)                    | −2.7 (27.1)                   | 6.0 (42.8)                    |
| 最低気温記録 °C （°F）             | −18.3 (−0.9)                  | −16.8 (1.8)                   | −13.7 (7.3)                   | −5.9 (21.4)                   | −1.1 (30)                     | 3.3 (37.9)                    | 8.4 (47.1)                    | 10.6 (51.1)                   | 3.2 (37.8)                    | −2.3 (27.9)                   | −6.5 (20.3)                   | −15.8 (3.6)                   | −18.3 (−0.9)                  |
| 降水量 mm （inch）                 | 37.0 (1.457)                  | 31.6 (1.244)                  | 67.8 (2.669)                  | 82.2 (3.236)                  | 98.1 (3.862)                  | 115.8 (4.559)                 | 173.4 (6.827)                 | 149.6 (5.89)                  | 147.2 (5.795)                 | 113.3 (4.461)                 | 61.5 (2.421)                  | 45.9 (1.807)                  | 1,123.2 (44.22)               |
| 平均降水日数 （≥1.0 mm）           | 7.7                           | 7.4                           | 8.9                           | 9.1                           | 10.1                          | 9.8                           | 12.4                          | 11.5                          | 11.5                          | 10.1                          | 8.4                           | 8.5                           | 115.3                         |
| 平均月間日照時間                   | 139.2                         | 143.4                         | 170.4                         | 187.1                         | 188.1                         | 147.9                         | 130.2                         | 144.8                         | 130.4                         | 144.3                         | 135.6                         | 119.2                         | 1,780.7                       |
| 出典1：Japan Meteorological Agency |                               |                               |                               |                               |                               |                               |                               |                               |                               |                               |                               |                               |                               |
| 出典2：気象庁                      |                               |                               |                               |                               |                               |                               |                               |                               |                               |                               |                               |                               |                               |

## 歴史

### 地名の由来
一関の語源は「関塞説」と「用水堰説」の二つに集約される。
「関塞説」は、関所に由来し、これを村名にしたというもの（関元龍『関邑略志』）
1. 平安後期まで俘囚の長として奥六郡を支配した安倍氏が一の関、二の関、三の関と砦を築いた事によるという説[6]
2. 平安末期に奥州一帯を支配した奥州藤原氏が、平泉の南側を守るために置いた関所に由来しているという説
3. 江戸時代にこの地を治めた田村氏が置いた関所に由来しているという説

など諸説あり。いずれにしても、この地は古くから「関」であった。
「用水堰説」は、一関地方を広く灌漑している照井堰にちなみ、堰が関に転化したとするもの（高平真藤『平泉誌』）。

### 沿革

#### 原始
- 旧石器時代、後期旧石器時代の花泉遺跡などの遺跡が発見されている。
- 縄文時代、東北南部の大木文化圏に属しながら東北北部の円筒文化圏の影響を受けていた。貝鳥貝塚（一関市花泉町）などの遺跡が発見されている。
- 弥生時代、中期の遺跡として谷起島遺跡（一関市萩荘）や野中遺跡（一関市赤荻）、後期の遺跡として浄光沢遺跡（一関市厳美町）などの遺跡が発見されている。
- 古墳時代、杉山古墳群（一関市花泉町永井）などの遺跡が発見されている。

#### 古代
- 平安時代、現在の釣山には坂上田村麻呂が東夷東征の際陣を張り、その後、前九年の役では、安倍貞任の弟である家任が居城したとも、源頼義・義家が陣をおいたともいわれている。 四方に街道が延びていることからも一関は交通の要所で軍事的にも重要視されていた。また、日本最古の刀鍛冶集団のひとつが、舞草（もくさ）の地を住まいとし、日本刀の源流の一つである舞草刀が作られた[7]。なお、舞草鍛冶たちは、現在の儛草神社周辺に住んでいたという伝説があり[8]、一関市博物館では、舞草刀が常設展示されている[9]。
- 安倍氏は胆沢城（奥州市）の在庁官人として勢力を培ってきたとされる豪族で、本来の勢力範囲は衣川の関以北の奥六郡だったが、早くから衣川の関以南の磐井郡や気仙郡にも勢力を広げ、市域には安倍氏の砦の最南端とされる小松柵（こまつのさく、萩荘・釣山など諸説あり）、河崎柵（かわさきのさく、川崎町門崎）、石坂柵（赤萩福泉か山目赤萩）が築かれ、黄海の戦いなどの前九年の役の戦場となった。その後後三年の役を経て、奥州藤原氏の東北支配下で、一関は平泉の南の入り口となった。
- 『延喜式神名帳』に「磐井郡二座並・配志和神社、儛草神社」の名が有り、852年（仁寿2年）に従五位下に任じられている。

#### 中世
- 奥州合戦以降、豊臣秀吉の奥州仕置まで、奥州総奉行に任じられた葛西氏の領地となる。
- 室町時代、一関は岩手県南部を支配する葛西氏の領土の一部であったが、宮城県北部を支配する大崎氏の国境に隣接しており、葛西氏と大崎氏の係争の地であった。
- 戦国時代末期、葛西氏と大崎氏は共に「伊達の馬打ち(馬打同然之事)」と呼ばれる伊達氏の準領土となった。戦国大名・伊達政宗は葛西氏・大崎氏の軍事指揮権を掌握したが、徴税権は葛西氏・大崎氏が握った。
- 1589年、政宗は「東北地方の南半分を征服」し、関東征服を目前のものとした。しかし、政宗の前に豊臣秀吉が立ちはだかったため、政宗は関東地方の北条氏政親子と同盟して秀吉に対抗した。しかし、結局政宗は小田原征伐で秀吉に服属し、北条氏は秀吉に攻め滅ぼされ、1590年、秀吉は「日本統一」を達成した。
- 小田原征伐後、秀吉は「奥州仕置」を行い、岩手県・宮城県を支配していた葛西氏・大崎氏を滅亡させて、その領地を家臣、木村吉清に与えた。しかし、これに不満をもった伊達政宗は、旧葛西領・旧大崎領で反乱を起こさせた（葛西大崎一揆）。しかし、政宗の一揆扇動は秀吉に露見し、1591年、政宗は秀吉の命令により自ら一揆を鎮圧した。
- 奥州仕置において、秀吉は政宗から先祖ゆかりの伊達郡や征服した会津地方などを没収し、その代わりに旧葛西領・旧大崎領を与えた。政宗は福島県・山形県から宮城県・岩手県へと追いやられ、宮城県の岩出山城を居城として伊達領を統治した。一関も伊達領の一部となった。
- 秀吉が死ぬと、政宗は徳川家康の政権奪取に協力し、1600年の「関ヶ原の戦い」では、政宗は家康を出し抜いて「天下取り」を試みた。しかし、政宗の天下取りはならず、戦後、家康は江戸幕府を開くことになる。1601年、政宗は仙台城を築城し、仙台城を居城とする仙台藩が誕生した。一関も仙台藩の一部となった。

#### 近世
- 近世史の詳細は一関藩を参照。
- 政宗の死後、1641年（寛永18年）、政宗の十男伊達宗勝の領地となり。宗勝は幕府の大老・酒井忠清と結び、1660年（万治3年）に仙台藩の内分家として領地を割き、一関藩を立藩した。 しかし、宗勝は伊達騒動によって失脚し、一関藩は改易となった。
- 伊達政宗の正室愛姫の遺言により、政宗の孫宗良が愛姫の実家三春の田村氏の名跡を継承。1681年（延宝9年）にその子建顕が岩沼藩から一関に転封され、再び一関藩を立藩した。こののち一関藩の藩主は田村氏が代々世襲し、明治維新まで田村家の支配が十一代続いた。

#### 近代
- 1871年8月29日（明治4年7月14日） - 廃藩置県により一関藩が一関県となる[10]。
- 1871年12月13日（明治4年11月2日） - 第1次府県統合により、新一関県が発足。
- 1872年1月22日（明治4年12月13日） - 水沢県に改称。
- 1875年（明治8年）11月22日 - 磐井県に改称。
- 1876年（明治9年）4月18日 - 第2次府県統合により、磐井県のうち陸中国部分を岩手県に、陸前国部分を宮城県に編入。
- 1890年（明治23年）4月16日 - 日本鉄道の駅として一ノ関駅開業する。
- 1925年（大正14年）7月26日 - 一ノ関駅 - 摺沢駅間（30.6 km）を大船渡線として新規開業。
- 1945年（昭和20年）8月10日 - 米軍機による空襲を受け、一ノ関駅周辺に32発、山目国民学校では2発の爆弾が投下された。計34名が犠牲者となった[11]。

#### 戦後 - 現代
- 1947年（昭和22年）
  - 8月7日 - 昭和天皇の戦後巡幸があり、駅前広場で奉迎が行われた[12]。
  - 9月15日-16日 - カスリーン台風により、15日夕方磐井川が決壊し市街地が水没。100人が亡くなり、行方不明者多数。狐禅寺の水位は歴代最高の16.89mとなった[13][14]。
- 1948年（昭和23年）9月16日-18日 - アイオン台風により、磐井川が氾濫し、市街地が水没。死者234人・行方不明者239人に及んだ[13][14]。
- 1950年（昭和25年）8月4日 - 熱帯低気圧による集中豪雨により北上川が増水。近隣町村も含めて1000戸以上が浸水[15]。
- 1955年（昭和30年）7月 - 市制施行を記念し、旧市章および「一関市民歌」（初代）を制定。
- 1970年（昭和45年）3月5日 - 交通事故により市立弥栄小学校の校長、教頭、教員ら4人が死亡、用務員1人が重傷を負った。学校が成り立たなくなることを防ぐため、教育事務所による職員派遣が行われた[16]。
- 1977年（昭和50年）11月19日 - 東北自動車道（一関～盛岡間）が完成し、一関インターチェンジが供用開始。
- 1982年（昭和57年）6月23日 - 東北新幹線 大宮駅 - 盛岡駅間が暫定開業。新幹線一ノ関駅が開業。
- 2007年（平成19年）1月29日 - 新設合併を記念し「一関市民歌」（2代目）を制定。
- 2008年（平成20年）6月14日 - 8時43分の岩手・宮城内陸地震で市内では山目で震度5強。舞川・花泉町・千厩町・室根町で震度5弱。また大東町、東山町、川崎町で震度4を観測した。
- 2008年（平成20年）7月24日 - 0時26分の岩手県沿岸北部地震で市内では花泉町・千厩町・室根町で震度5強。山目で震度5弱。舞川・大東町・東山町・川崎町で震度4を観測した。
- 2011年（平成23年）3月11日 - 14時46分の東北地方太平洋沖地震で市内では山目・花泉町・千厩町・室根町で震度6弱。大東町・東山町で震度5強を観測した。

### 行政区画の変遷
一関市は、下記のように新設合併によって3度設置されている。同一名による新設合併3回は山口県山口市や福岡県飯塚市と並び、全国最多である。前身の一関町については当該項目を参照。
- 1889年（明治22年）4月1日 - 町村制が施行される。
  - 一ノ関村の一部が町制施行し、西磐井郡一関町が成立。
- 1948年（昭和23年）4月1日 - 一関町、山目町、中里村、真滝村が合併し、一関市（初代）となる。
- 1955年（昭和30年）1月1日 - 旧・一関市、厳美村、萩荘村、舞川村、弥栄村が合併し、改めて一関市（2代目）が発足。
- 1956年（昭和31年）9月1日 - 境界変更により平泉町の一部を編入。
- 1964年（昭和39年）5月1日 - 境界変更により平泉町の一部を編入。
- 2005年（平成17年）9月20日 - 旧・一関市と西磐井郡花泉町、東磐井郡大東町、千厩町、東山町、室根村、川崎村が合併し、改めて一関市（3代目）が発足[18]。
- 2011年（平成23年）9月26日 - 東磐井郡藤沢町を編入合併[19]。
- 2012年（平成24年）7月1日 - 一関市、平泉町の境界変更（一関市に編入する区域：西磐井郡平泉町平泉字塩沢の一部、長島字太田の一部。平泉町に編入する区域： 一関市川辺字沼尻の一部、字石田谷起の一部）[20]。
- 2017年（平成29年）9月4日 - 一関市、宮城県栗原市の境界変更（一関市に編入する区域：宮城県栗原市若柳武鎗字左馬之亟の一部。宮城県栗原市に編入する区域：岩手県一関市花泉町油島の一部）[21]。

## 行政

### 歴代市長
| 代 | 氏名       | 就任日                    | 退任日                    | 備考 |
| -- | ---------- | ------------------------- | ------------------------- | ---- |
| 1  | 浅井東兵衛 | 2005年（平成17年）10月9日 | 2009年（平成21年）10月8日 | 再任 |
| 2  | 勝部修     | 2009年（平成21年）10月9日 | 2021年（令和3年）10月8日  | 3期  |
| 3  | 佐藤善仁   | 2021年（令和3年）10月9日  | 現職                      |      |

### 庁舎
一関市では本庁方式を採用し、7つの支所を設けている。
一関市役所 本庁舎
〒021-8501
一関市竹山町7番2号
花泉支所庁舎
〒029-3105
一関市花泉町涌津字一ノ町29
大東支所庁舎
〒029-0711
一関市大東町大原字川内40
千厩支所庁舎
〒029-0803
一関市千厩町千厩字北方174
東山支所庁舎
〒029-0302
一関市東山町長坂字西本町105-1
室根支所庁舎
〒029-1201
一関市室根町折壁字八幡沖345
川崎支所庁舎
〒029-0202
一関市川崎町薄衣字諏訪前137
藤沢支所庁舎
〒029-3405
一関市藤沢町藤沢字町裏187

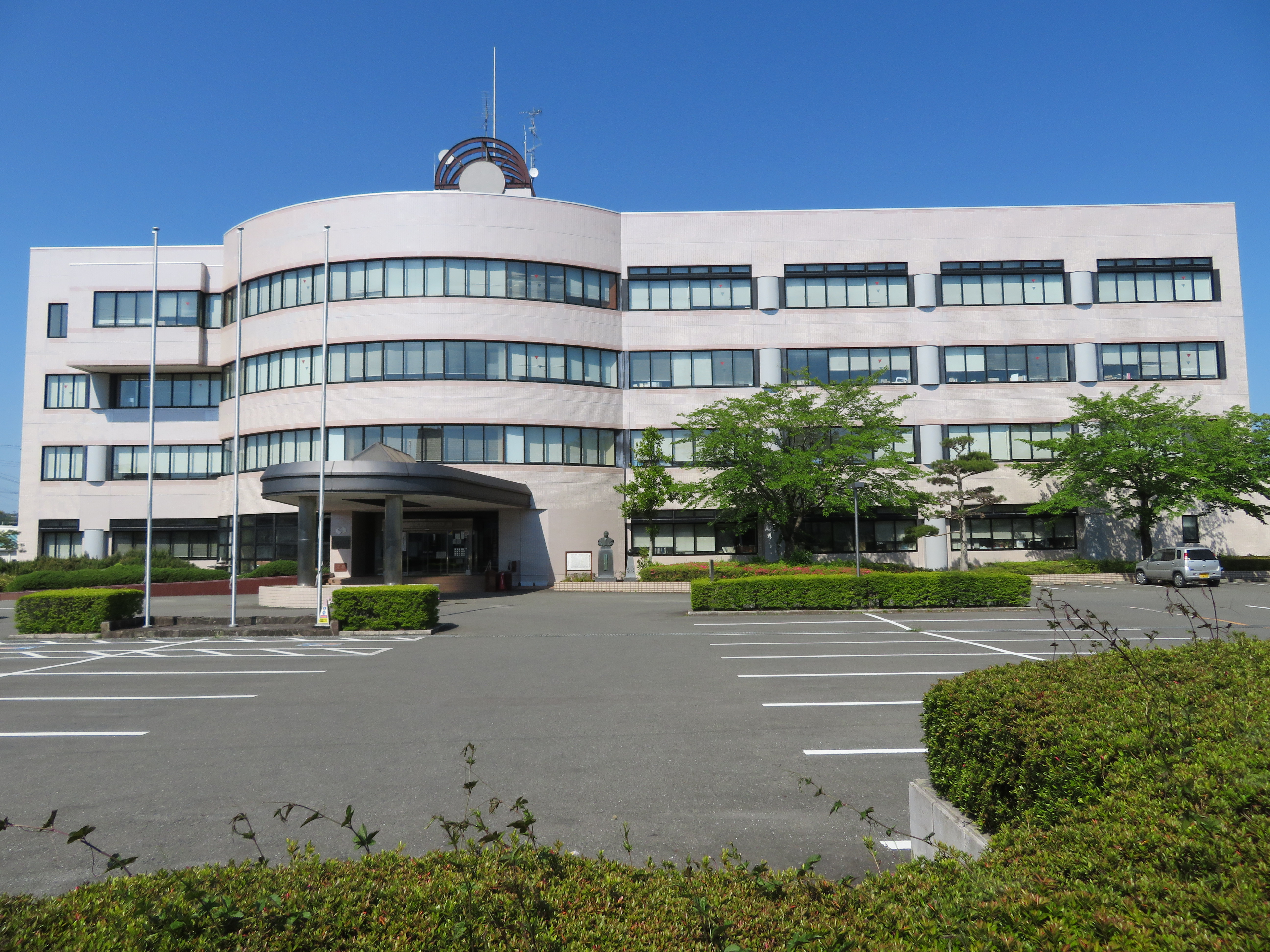
花泉支所（旧花泉町役場庁舎）
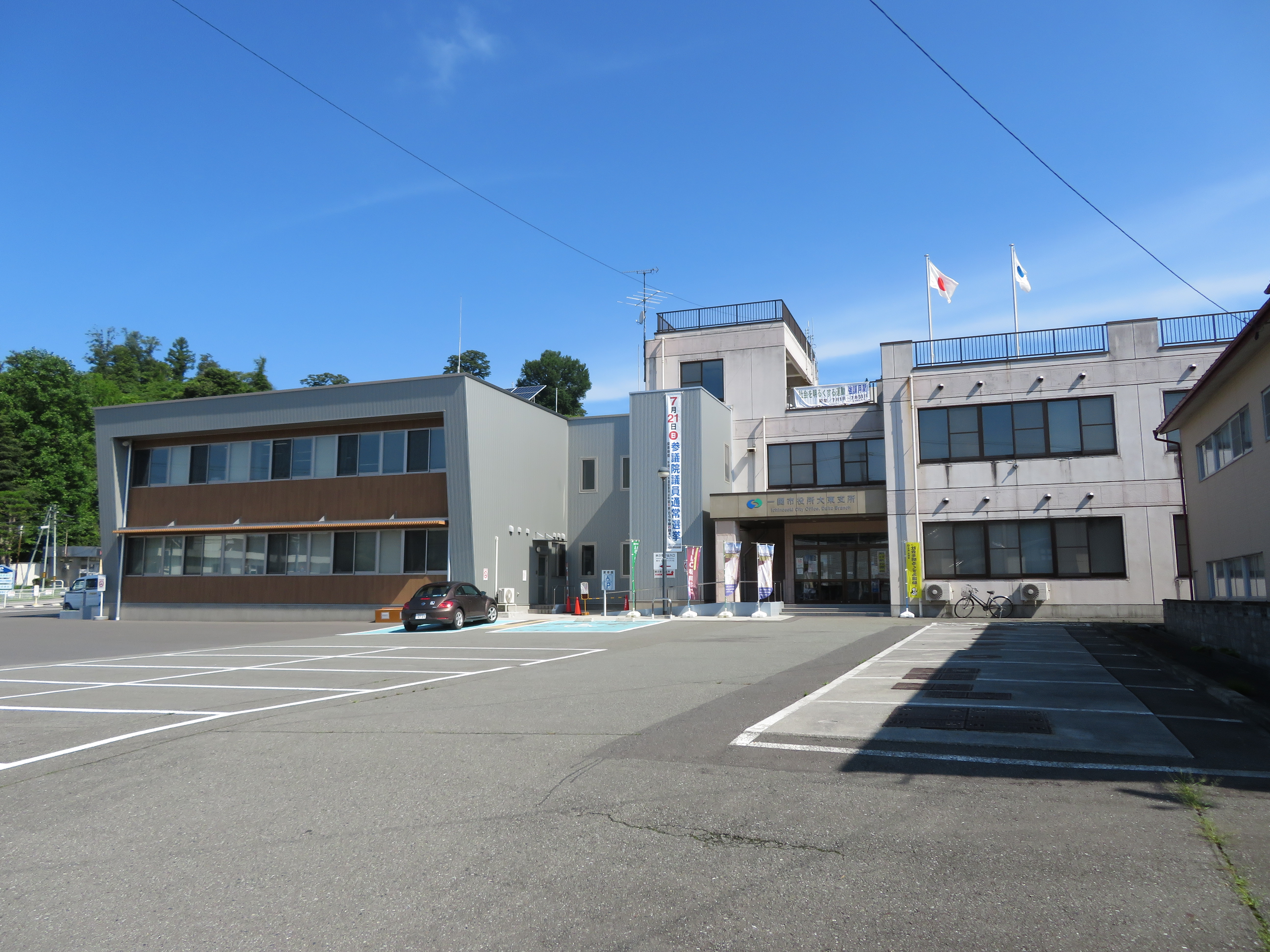
大東支所
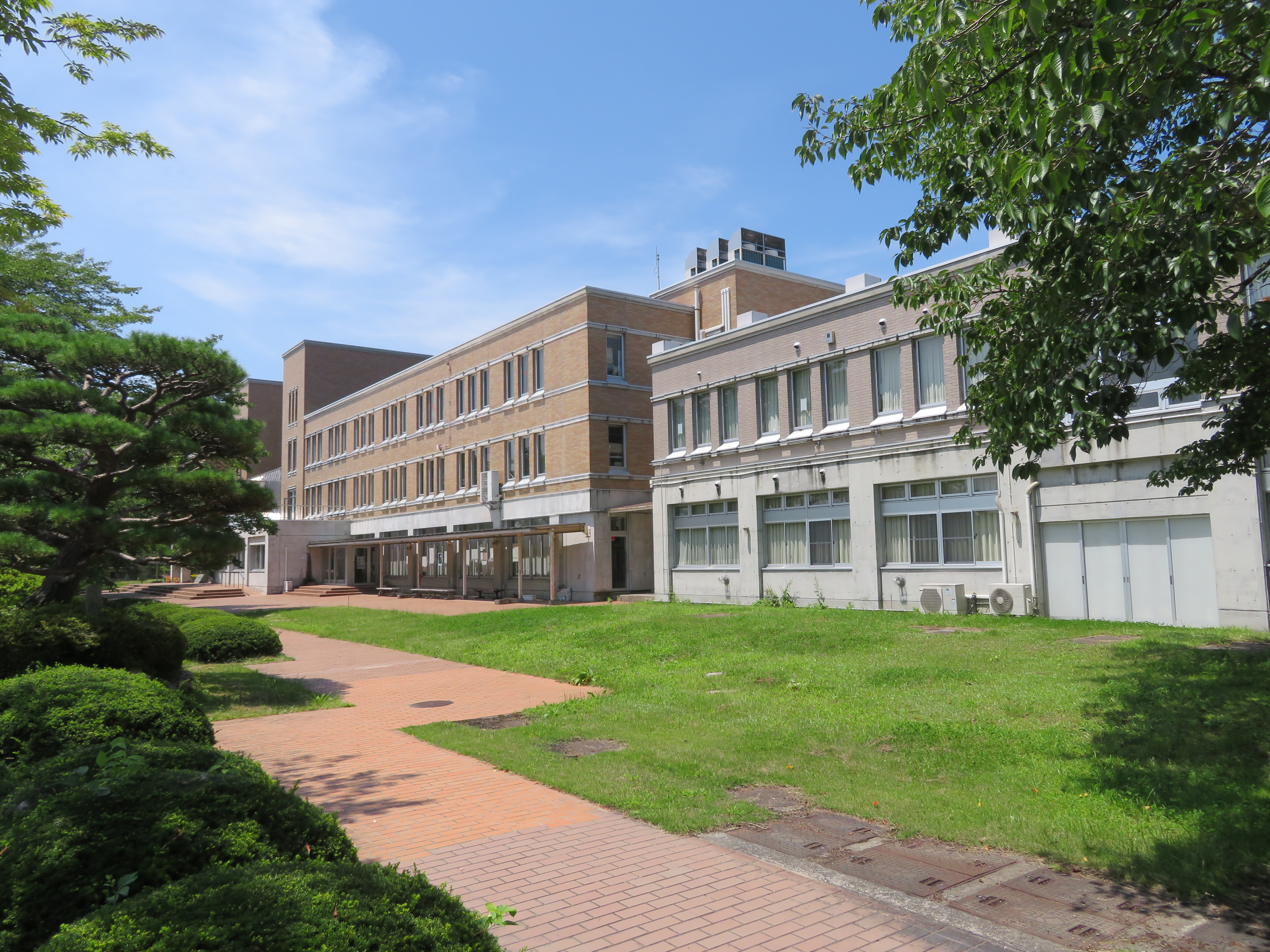
千厩支所（旧千厩町役場庁舎）
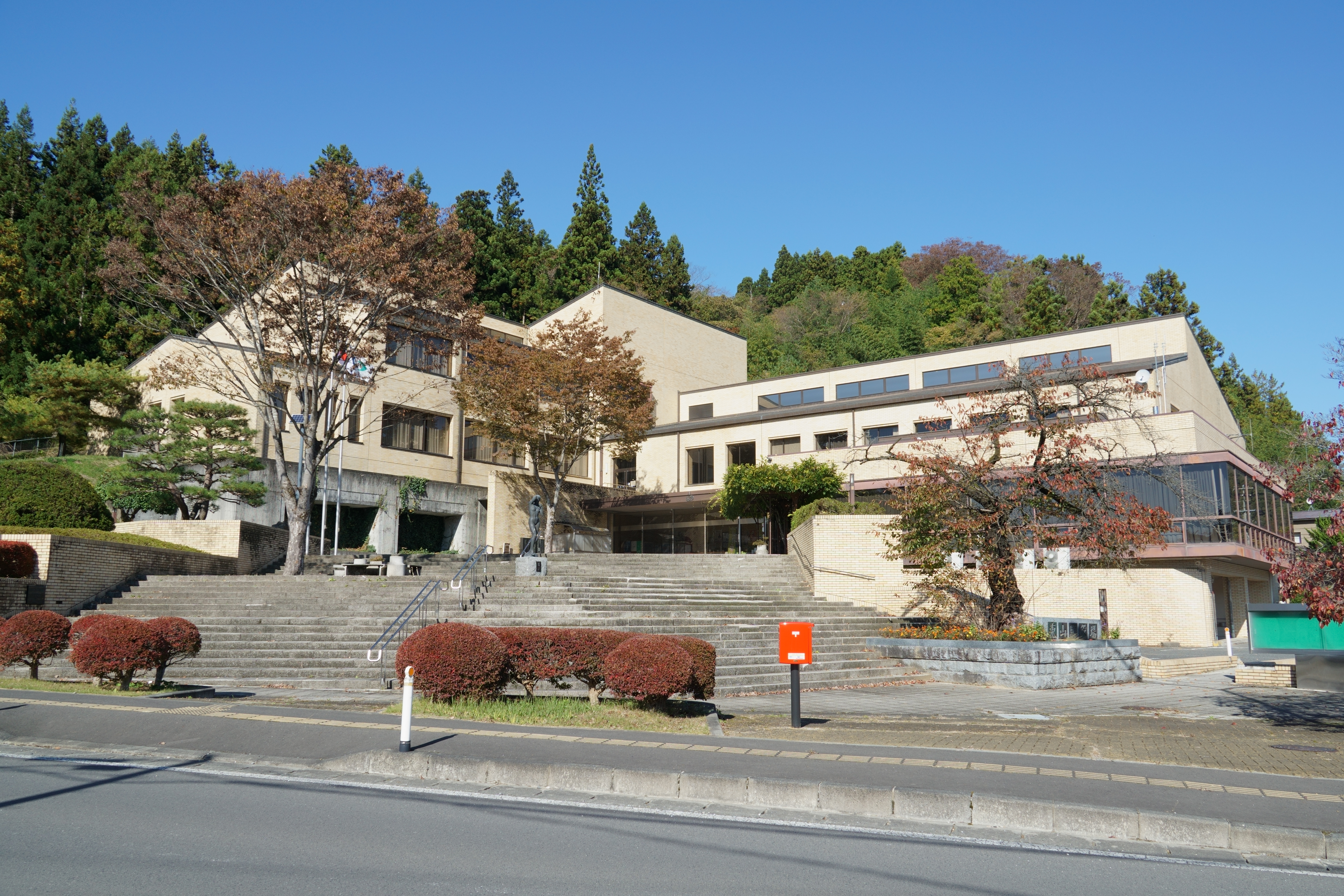
東山支所（旧東山町役場庁舎）
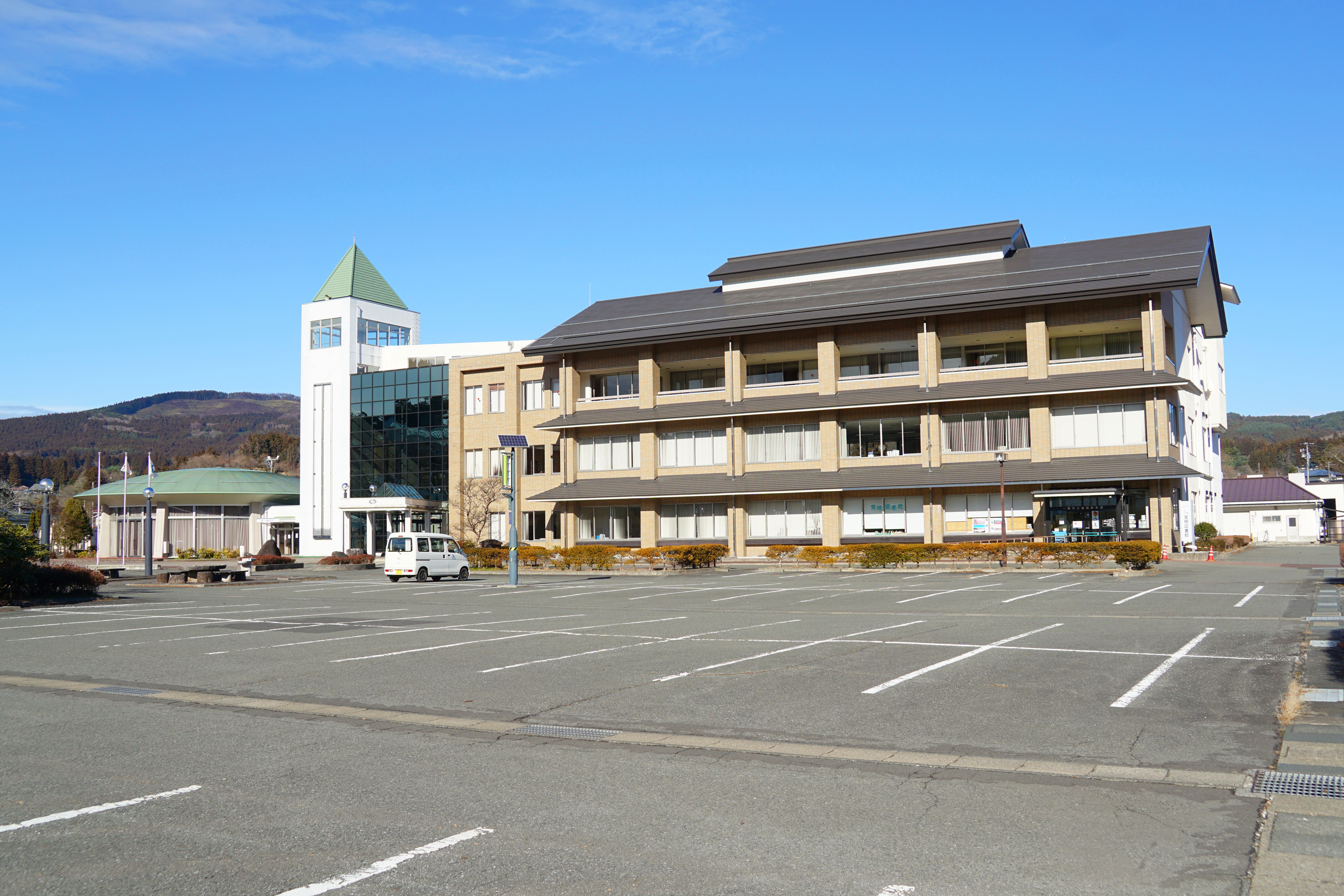
室根支所（旧室根村役場庁舎）
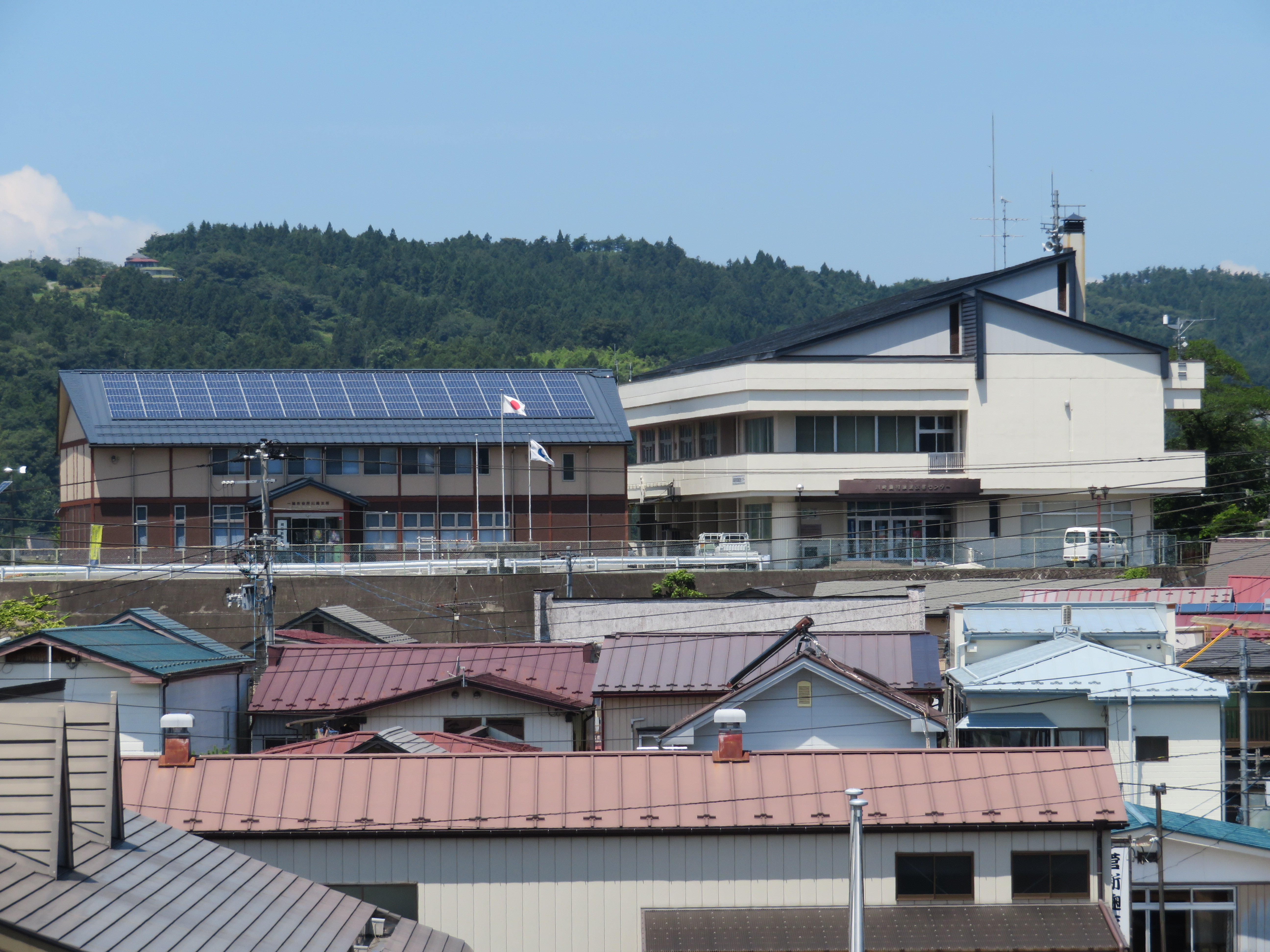
川崎支所（川崎農村環境改善センター）
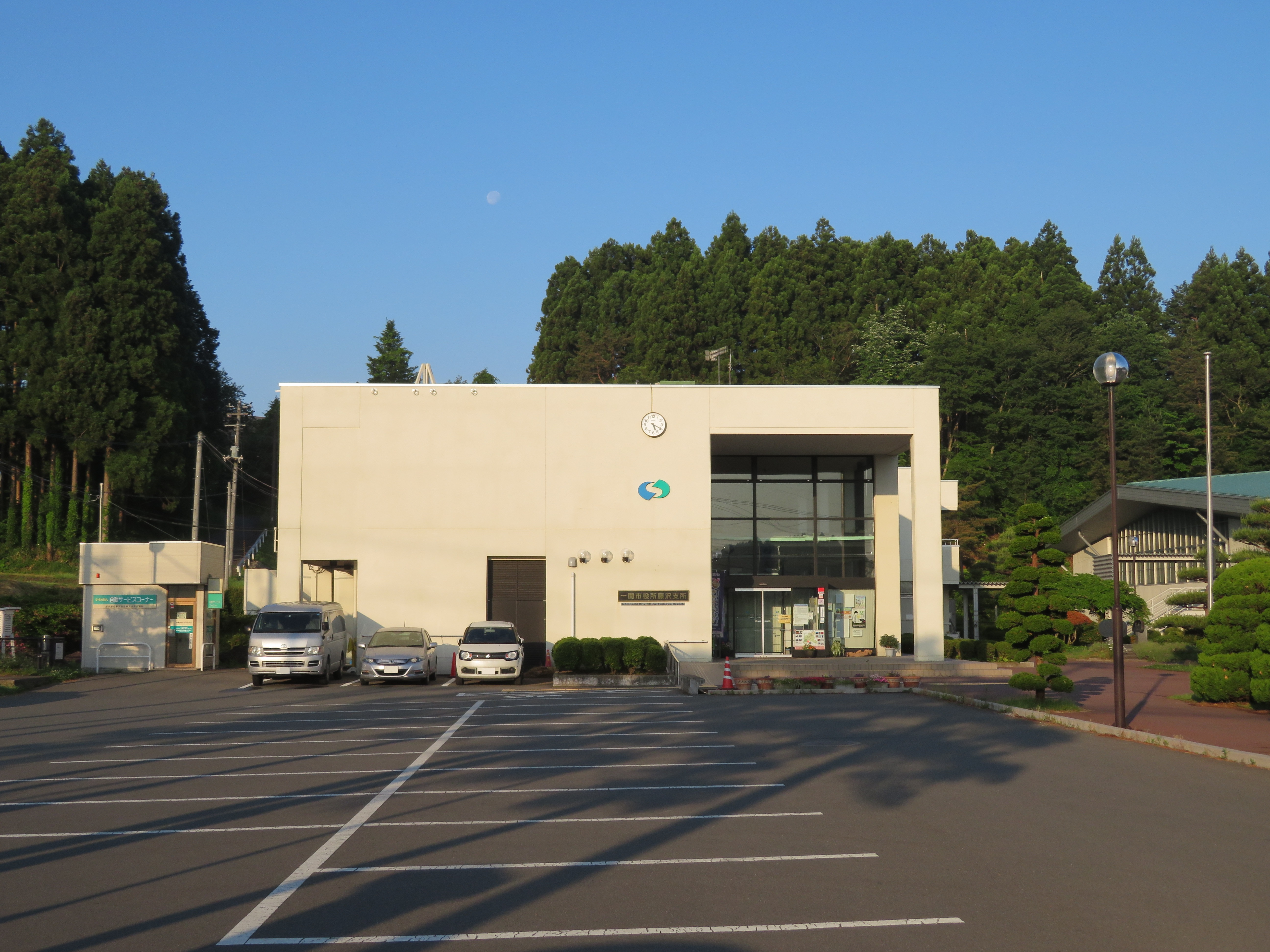
藤沢支所（旧町民センター）
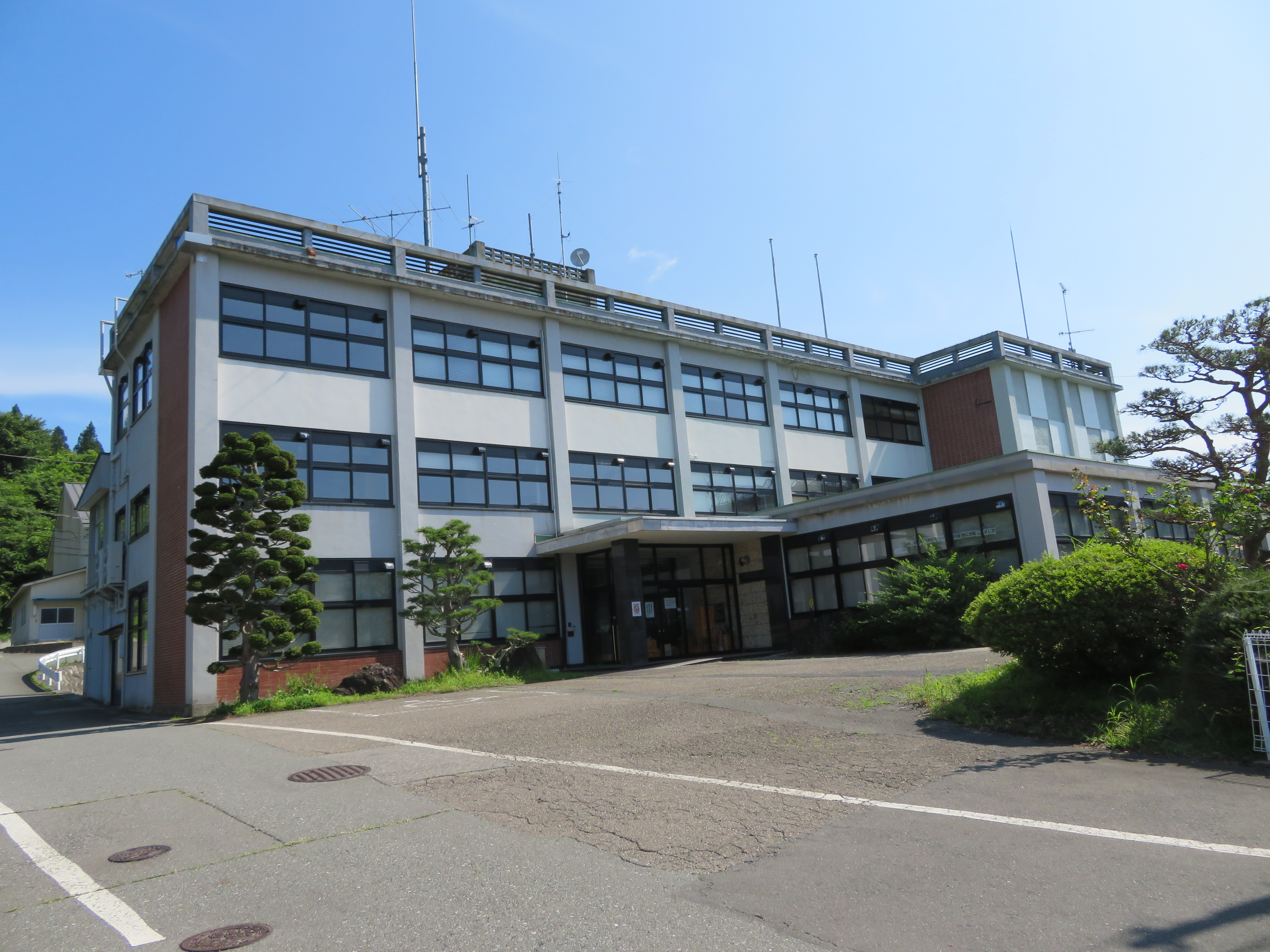
大東支所旧庁舎（旧大東町役場庁舎）

### 市議会
定数：26名
任期：2021年10月9日 - 2025年10月8日
- 議長：勝浦信行（かつうら のぶゆき）
- 副議長：千葉幸男（ちば ゆきお）

### 広域行政（一部事務組合）
- 一関地区広域行政組合[23]（構成市町村：一関市・平泉町）
  - ごみの処理計画、収集運搬及び処理に関する事務
  - し尿の処理計画、処理に関する事務
  - 一般廃棄物（し尿を含む）収集運搬業、同処理業及び浄化槽清掃業の許可に関する事務
  - 火葬場の運営に関する事務
  - 介護保険事業計画、要介護認定、介護保険給付等の事務
  - 介護保険法で定める地域支援事業の実施

### 岩手県の機関
岩手県の地域行政は4つの広域振興圏に分割され、一関市は県南広域振興圏に含まれ、県南広域振興局（本庁舎は奥州市）が所轄、一関市内の県合同庁舎（一関地区合同庁舎、一関地区合同庁舎千厩分庁舎）に下記行政センターを設置している。
- 一関県税センター
- 一関保健福祉環境センター・一関保健所
- 一関農林振興センター
- 一関農村整備センター
- 一関土木センター
- 千厩土木センター

岩手県の教育行政は岩手県教育委員会が担い、6つの地域に教育事務所を配置している。
- 県南教育事務所（一関地区合同庁舎）
  - 所管区域：一関市、奥州市、金ケ崎町、平泉町

### 国の機関
- 国土交通省岩手河川国道事務所 一関出張所、一関遊水地用地出張所
- 法務省盛岡地方法務局一関証明サービスセンター
  - 一関市役所内に設置
- 法務省一関拘置支所
- 厚生労働省岩手労働局一関公共職業安定所（ハローワーク一関）
  - 所管区域：一関市、平泉町
- 厚生労働省岩手労働局一関労働基準監督署
  - 所管区域：一関市、平泉町、奥州市（前沢、衣川）
- 国税庁仙台国税局一関税務署
  - 所管区域：一関市、平泉町
- 検察庁盛岡地方検察庁一関支部
  - 所管区域：一関市、平泉町
- 検察庁一関区検察庁
  - 所管区域：一関市、平泉町
- 自衛隊岩手地方協力本部 一関出張所
- 日本年金機構一関年金事務所
- 独立行政法国民生活センター一関市消費生活センター一関相談室
  - 一関市役所内に設置

### 司法
- 盛岡地方裁判所一関支部
  - 所管区域：一関市、大船渡市、陸前高田市、平泉町、住田町
- 盛岡家庭裁判所一関支部
  - 所管区域：一関市、大船渡市、陸前高田市、平泉町、住田町
- 一関簡易裁判所
  - 所管区域：一関市、大船渡市、陸前高田市、平泉町、住田町

### 金融機関（預貯金取扱金融機関）
- 岩手銀行
- 東北銀行
- 北日本銀行
- 一関信用金庫
- 東北労働金庫
- いわて平泉農業協同組合（JAいわて平泉）

### 旧・一関市
新設の一関市の面積や人口の規模が大きいため、旧の一関市（2代目）のデータも右記の通り掲載する。
新一関市は新設合併によって発足した自治体であり、これに伴い旧一関市は廃止されている。国勢調査などの制度上では、新一関市と旧一関市は、同名異質の全く違う自治体である。新一関市と旧一関市はともに旧磐井郡に所属していたが、合併後の新一関市は、旧磐井郡の大部分におよぶ市となっている。
旧一関市(2代目)の市役所本庁は、新一関市における市役所本庁となっている。

#### 歴代市長
| 代                              | 氏名                           | 就任日                         | 退任日                         | 備考                           |
| 初代 一関市（1948年 - 1955年）  | 初代 一関市（1948年 - 1955年） | 初代 一関市（1948年 - 1955年） | 初代 一関市（1948年 - 1955年） | 初代 一関市（1948年 - 1955年） |
| ------------------------------- | ------------------------------ | ------------------------------ | ------------------------------ | ------------------------------ |
| 1                               | 阿部時一                       | 1948年（昭和23年）5月          | 1952年（昭和27年）5月          | 一関町長より留任               |
| 2                               | 松川昌蔵                       | 1952年（昭和27年）5月          | 1954年（昭和29年）12月         | 途中退任                       |
| 2代目 一関市（1955年 - 2005年） |                                |                                |                                |                                |
| 1                               | 菅原佐平                       | 1955年（昭和30年）1月25日      | 1963年（昭和38年）1月24日      | 2期                            |
| 2                               | 小野寺喜得                     | 1963年（昭和38年）1月25日      | 1983年（昭和58年）1月24日      | 5期                            |
| 3                               | 及川舜一                       | 1983年（昭和58年）1月25日      | 1995年（平成7年）1月24日       | 3期                            |
| 4                               | 佐々木一朗                     | 1995年（平成7年）1月25日       | 1999年（平成11年）1月24日      |                                |
| 5                               | 浅井東兵衛                     | 1999年（平成11年）1月25日      | 2005年（平成17年）9月19日      | 2期                            |

## 姉妹都市・友好都市

### 国内
- 田辺市（和歌山県）
  - 旧室根村が旧本宮町と1983年（昭和58年）10月23日友好都市提携[24]
  - 友好都市提携35周年を節目に2018年（平成30年）10月26日姉妹都市提携[25][24]
- 三春町（福島県 田村郡）[26][27]
  - 旧一関市が1987年（昭和62年）8月8日姉妹都市提携[24]
- 吉川市（埼玉県）
  - 旧室根村が1997年（平成9年）4月15日友好都市提携[24]
- 気仙沼市（宮城県）
  - 旧一関市が1997年（平成9年）5月1日友好都市提携[24]
  - 旧室根村が2003年（平成15年）5月8日友好都市提携[28]
- 新宮市（和歌山県）
  - 2021年（令和3年）7月21日友好都市提携[29]

### 海外
- セントラルハイランズ市（英語版）（オーストラリア クイーンズランド州）
  - 旧藤沢町が2008年（平成20年）8月29日姉妹都市提携[30]
  - 一関市が2011年（平成23年）11月19日合併に伴い、改めて国際姉妹都市提携[31]

## 地域

### 人口
| |                                        |  |
| 一関市と全国の年齢別人口分布（2005年） | 一関市の年齢・男女別人口分布（2005年） |  |
| ■紫色 ― 一関市 ■緑色 ― 日本全国 | ■青色 ― 男性 ■赤色 ― 女性              |  |
| 一関市（に相当する地域）の人口の推移 \| 1970年（昭和45年） \| 150,366人 \| \| \| 1975年（昭和50年） \| 147,933人 \| \| \| 1980年（昭和55年） \| 147,465人 \| \| \| 1985年（昭和60年） \| 146,065人 \| \| \| 1990年（平成2年） \| 144,896人 \| \| \| 1995年（平成7年） \| 143,974人 \| \| \| 2000年（平成12年） \| 140,825人 \| \| \| 2005年（平成17年） \| 135,722人 \| \| \| 2010年（平成22年） \| 127,642人 \| \| \| 2015年（平成27年） \| 121,583人 \| \| \| 2020年（令和2年） \| 111,932人 \| \| |                                        |  |
| 総務省統計局 国勢調査より |                                        |  |
| 1970年（昭和45年） | 150,366人                              |  |
| 1975年（昭和50年） | 147,933人                              |  |
| 1980年（昭和55年） | 147,465人                              |  |
| 1985年（昭和60年） | 146,065人                              |  |
| 1990年（平成2年） | 144,896人                              |  |
| 1995年（平成7年） | 143,974人                              |  |
| 2000年（平成12年） | 140,825人                              |  |
| 2005年（平成17年） | 135,722人                              |  |
| 2010年（平成22年） | 127,642人                              |  |
| 2015年（平成27年） | 121,583人                              |  |
| 2020年（令和2年） | 111,932人                              |  |

平成27年国勢調査より前回調査からの人口増減をみると、4.75％減の121,583人であり、増減率は県下33市町村中12位。

### 各地域の人口・世帯数
2025年3月時点の各地域の人口と世帯数（住民基本台帳調査）。
増減率は5年前の2020年3月時点との比較。
| 地域 | 人口     | 人口     | 人口      | 人口     | 世帯       | 世帯    |
| 地域 | 男性     | 女性     | 人口 計   | 増減     | 世帯数     | 増減    |
| ---- | -------- | -------- | --------- | -------- | ---------- | ------- |
| 一関 | 25,517人 | 27,292人 | 52,809人  | －5.73%  | 24,615世帯 | 1.60%   |
| 花泉 | 5,605人  | 5,841人  | 11,446人  | －9.95%  | 4,665世帯  | －1.14% |
| 大東 | 5,546人  | 5,684人  | 11,230人  | －13.31% | 4,814世帯  | －3.87% |
| 千厩 | 4,605人  | 4,737人  | 9,342人   | －10.84% | 4,040世帯  | －1.46% |
| 東山 | 2,720人  | 2,860人  | 5,580人   | －12.40% | 2,255世帯  | －2.42% |
| 室根 | 2,055人  | 2,140人  | 4,195人   | －12.14% | 1,798世帯  | 0.27%   |
| 川崎 | 1,550人  | 1,554人  | 3,104人   | －11.21% | 1,252世帯  | －2.64% |
| 藤沢 | 3,429人  | 3,359人  | 6,788人   | －11.04% | 2,784世帯  | －1.24% |
| 合計 | 51,027人 | 53,467人 | 104,494人 | －8.68%  | 46,223世帯 | －0.08% |

地域では、一関地域（旧一関市域）が人口・世帯共に最も多く、市全体のおよそ半数を占める。次点は、人口では花泉地域（旧花泉町域）となるが、世帯では大東地域（旧大東町域）が上回る。以下千厩地域（旧千厩町域）、藤沢地域（旧藤沢町域）と続き、最も少ないのは人口・世帯共に川崎地域（旧川崎村域）である。
5年前と比較すると、人口は全ての地域において減少しており、世帯も一関および室根地域以外は減少している。特に東磐井地域（大東・千厩・東山・室根・川崎・藤沢）では人口減少率が軒並み10パーセントを超え、大東地域は13.31パーセントにのぼる。世帯についても3.87パーセントの減少と、市内唯一の3パーセント台となった。

## 公的機関

### 警察
岩手県警察
- 一関警察署：管轄 - 一関市西部（旧一関市、旧花泉町）、西磐井郡平泉町
- 千厩警察署：管轄 - 一関市東部（旧千厩町、旧大東町、旧東山町、旧川崎村、旧室根村、旧藤沢町）
- 高速道路交通警察隊一関分遣班

### 消防
一関市消防本部（管轄：一関市・平泉町）
- 一関西消防署
  - 平泉分署
  - 田村分遣所
- 一関南消防署
  - 藤沢分署
- 一関東消防署
  - 室根分署
  - 川崎分署
- 一関北消防署
  - 東山分署

### 医療
一関市病院事業（地方公営企業）
- 一関市国民健康保険藤沢病院

国立病院
- 独立行政法人国立病院機構岩手病院

県立病院
- 磐井病院（災害拠点病院）
- 千厩病院
- 大東病院
- 南光病院

私立病院（民間病院）
- 特定医療法人博愛会 一関病院
- 医療法人社団愛生会 昭和病院
- 社団医療法人西城病院 ひがしやま病院

## 公共施設
主な施設を掲載。

### 図書館
一関市立図書館は8館で構成される。利用者カードは共通で、インターネットで資料検索や予約することが可能。休館日は各図書館によって異なる。

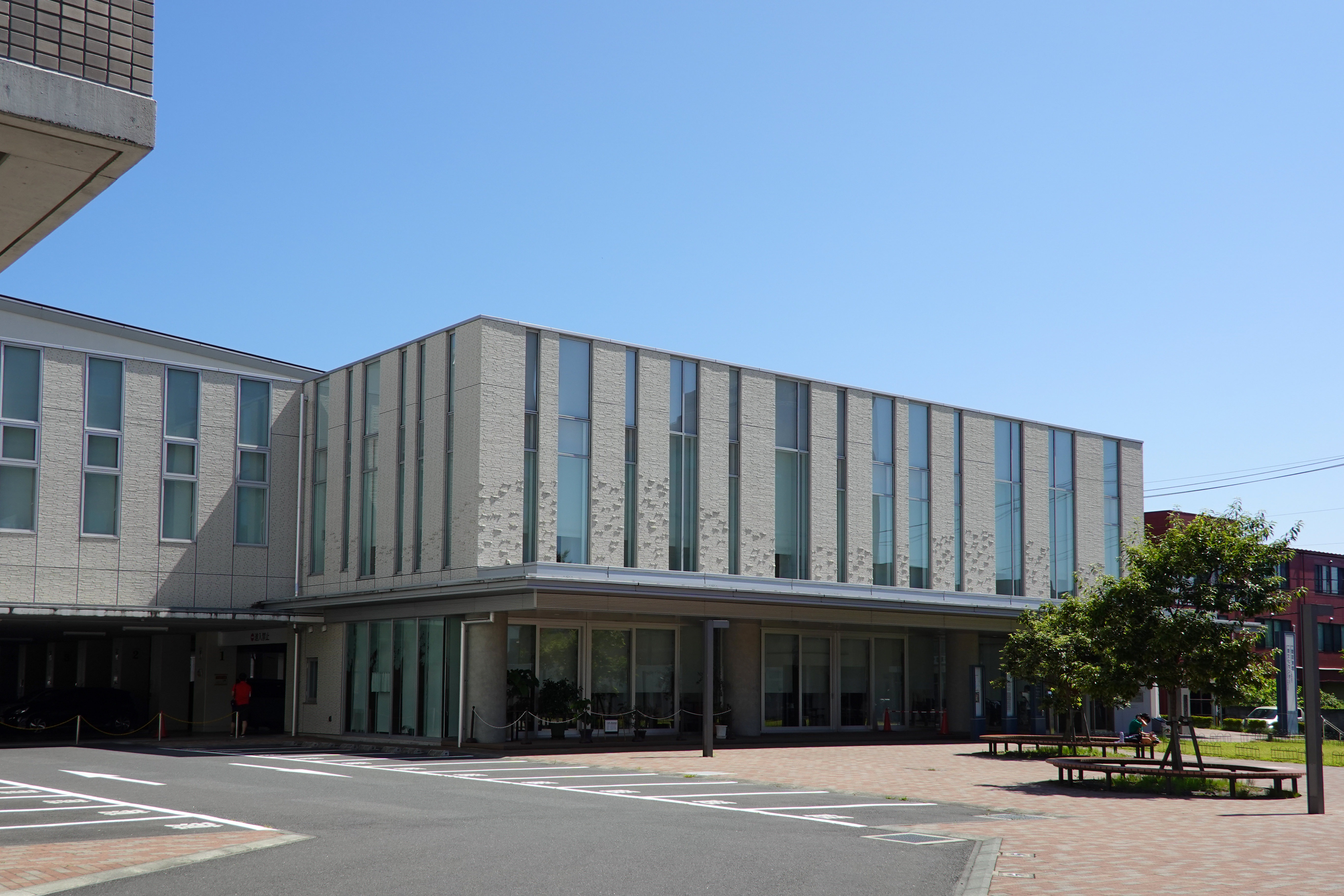
一関図書館
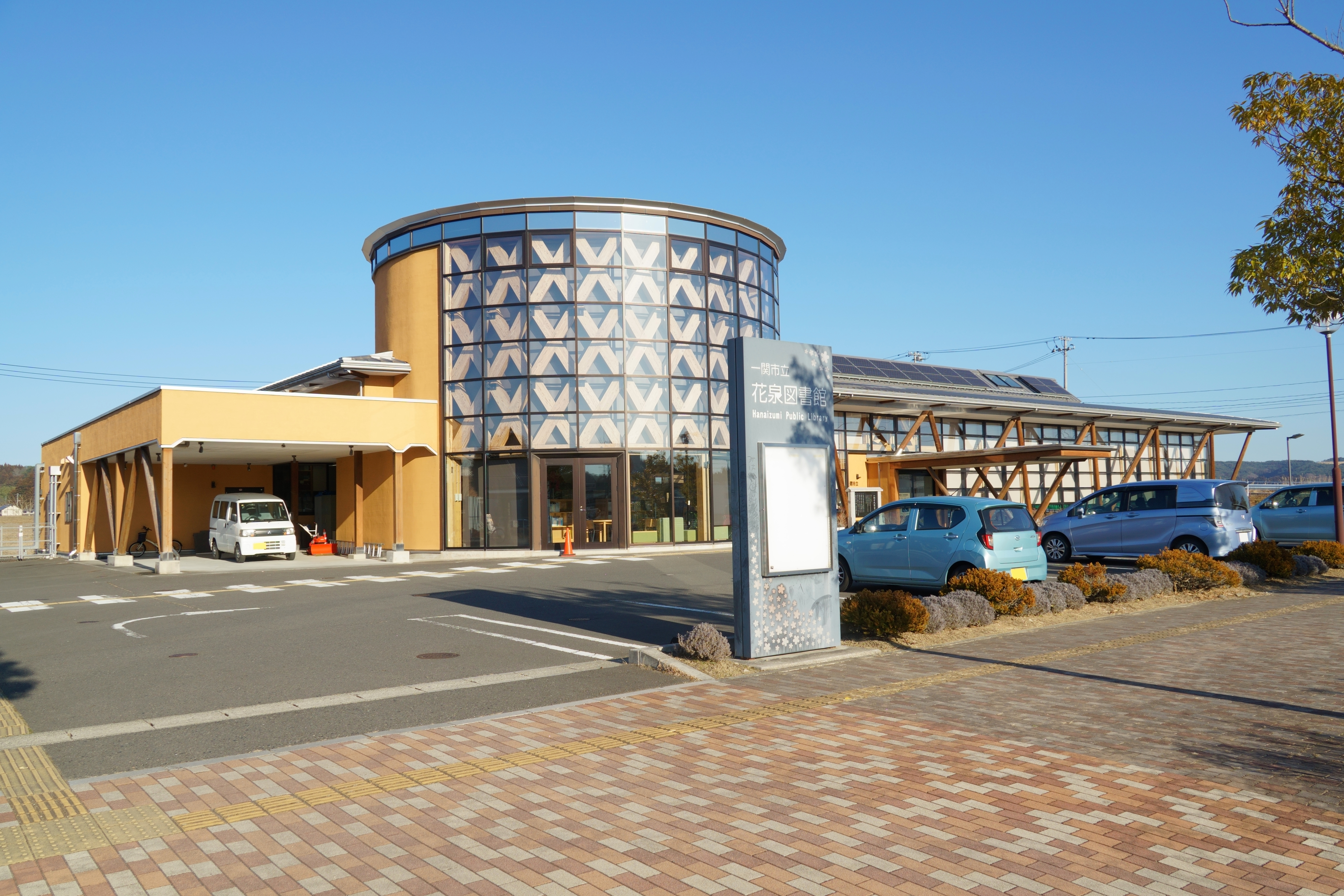
花泉図書館
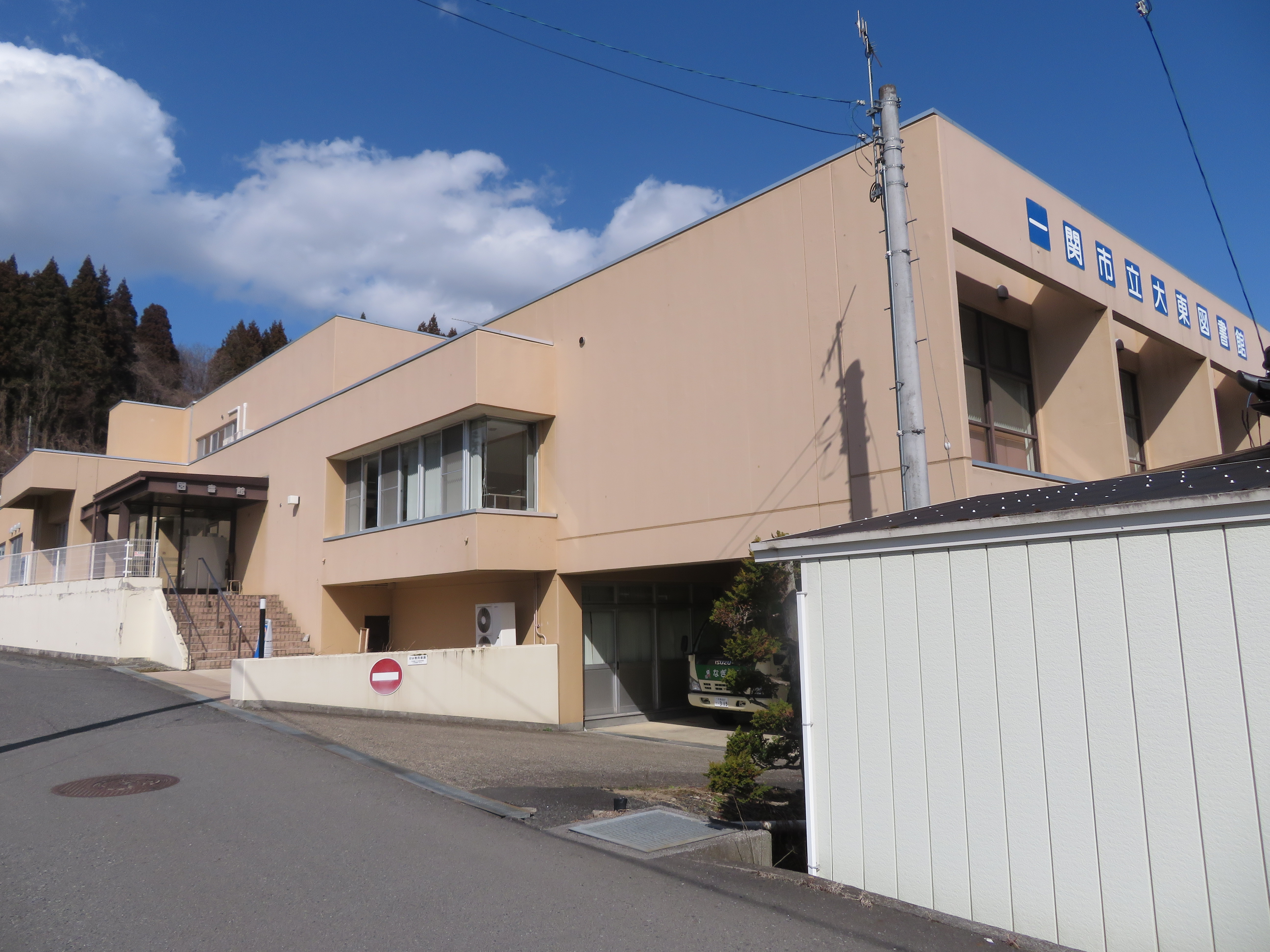
大東図書館
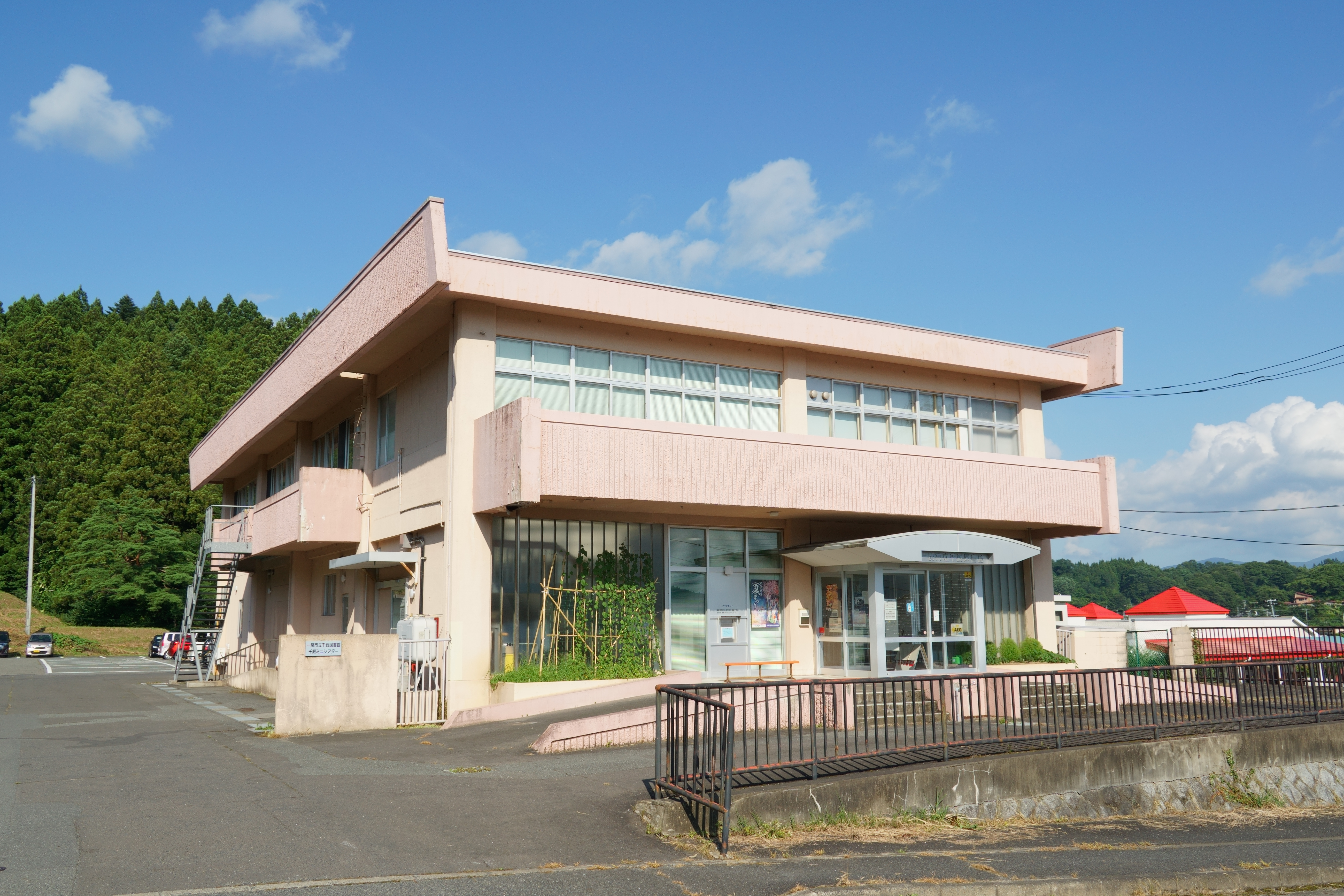
千厩図書館
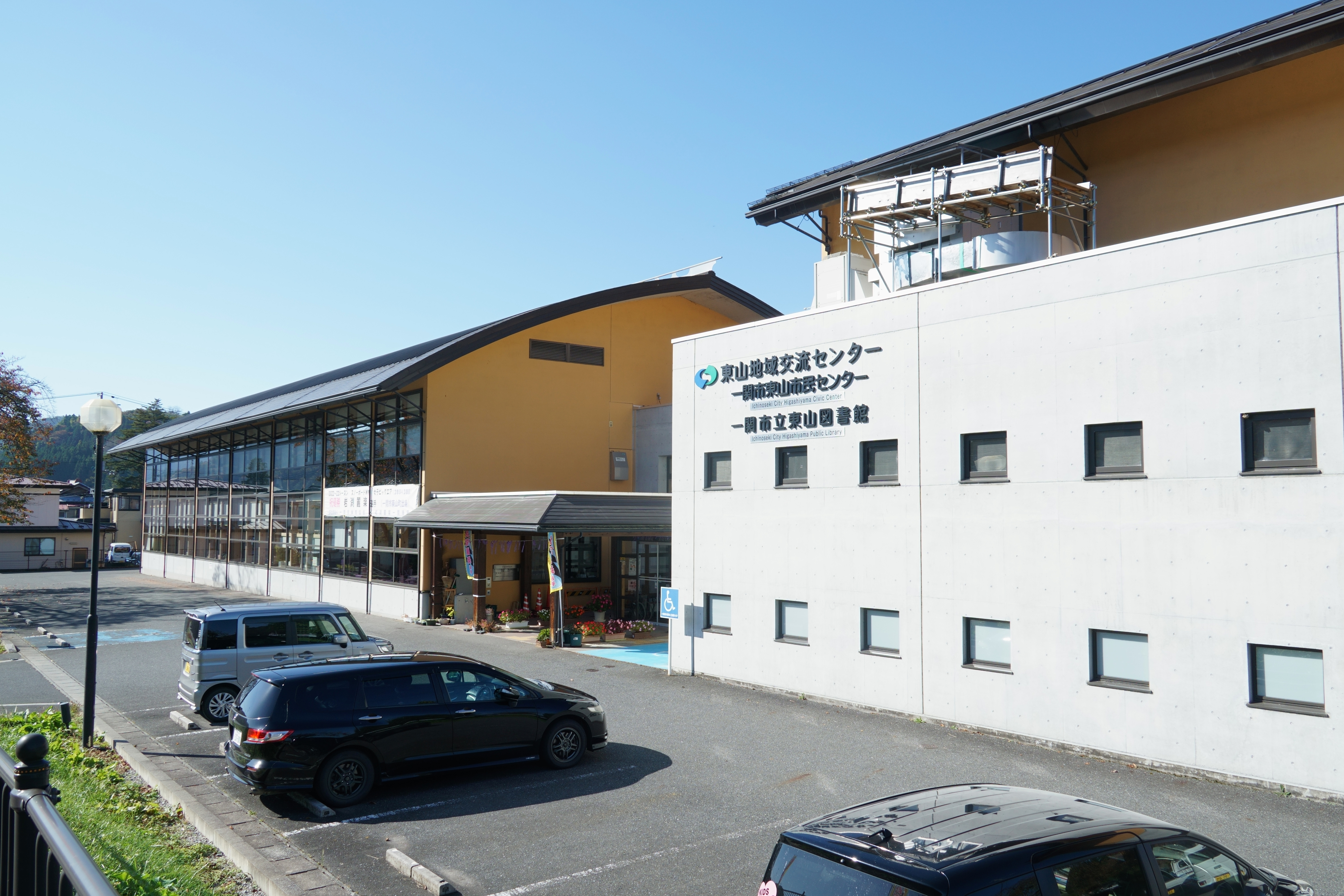
東山図書館
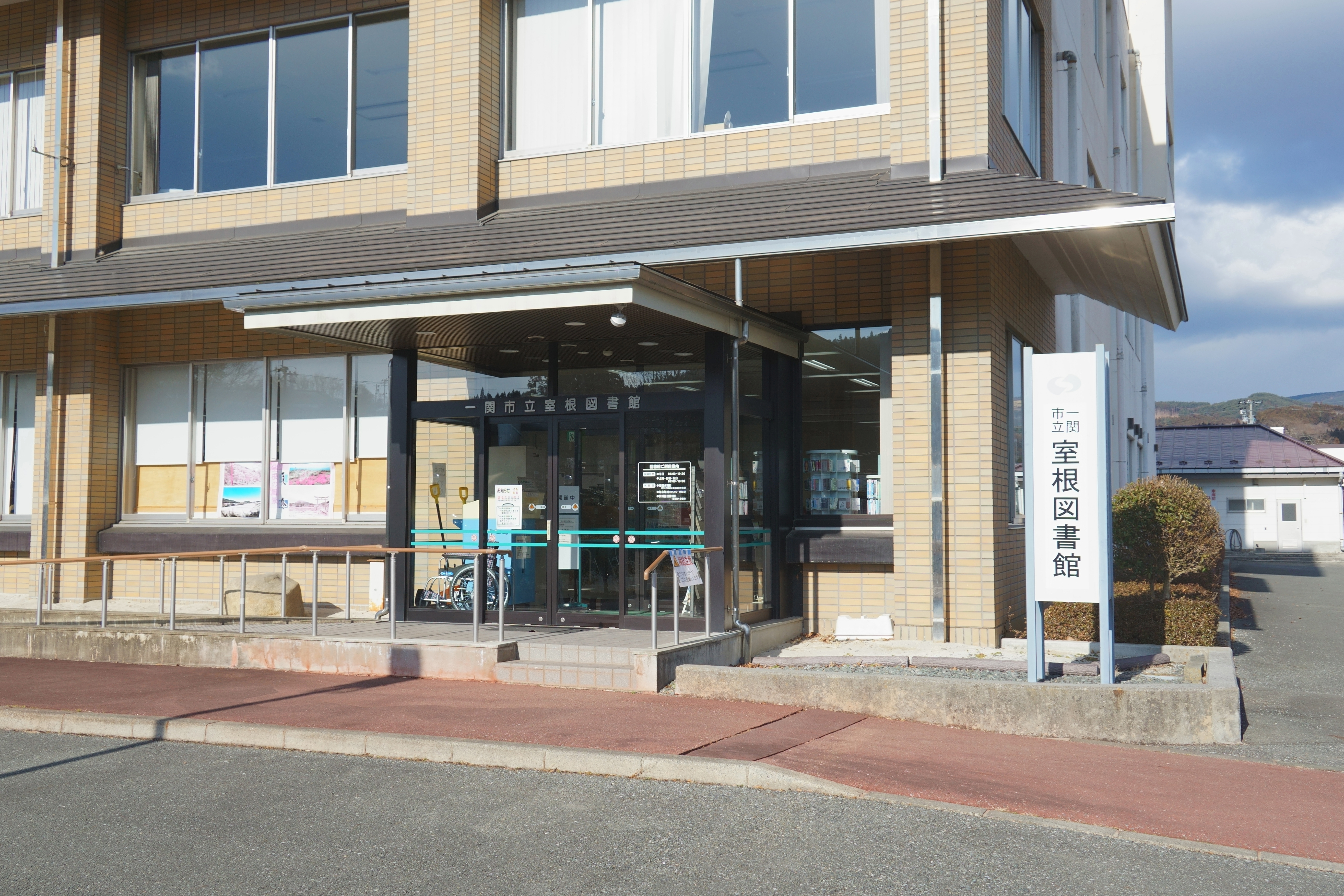
室根図書館
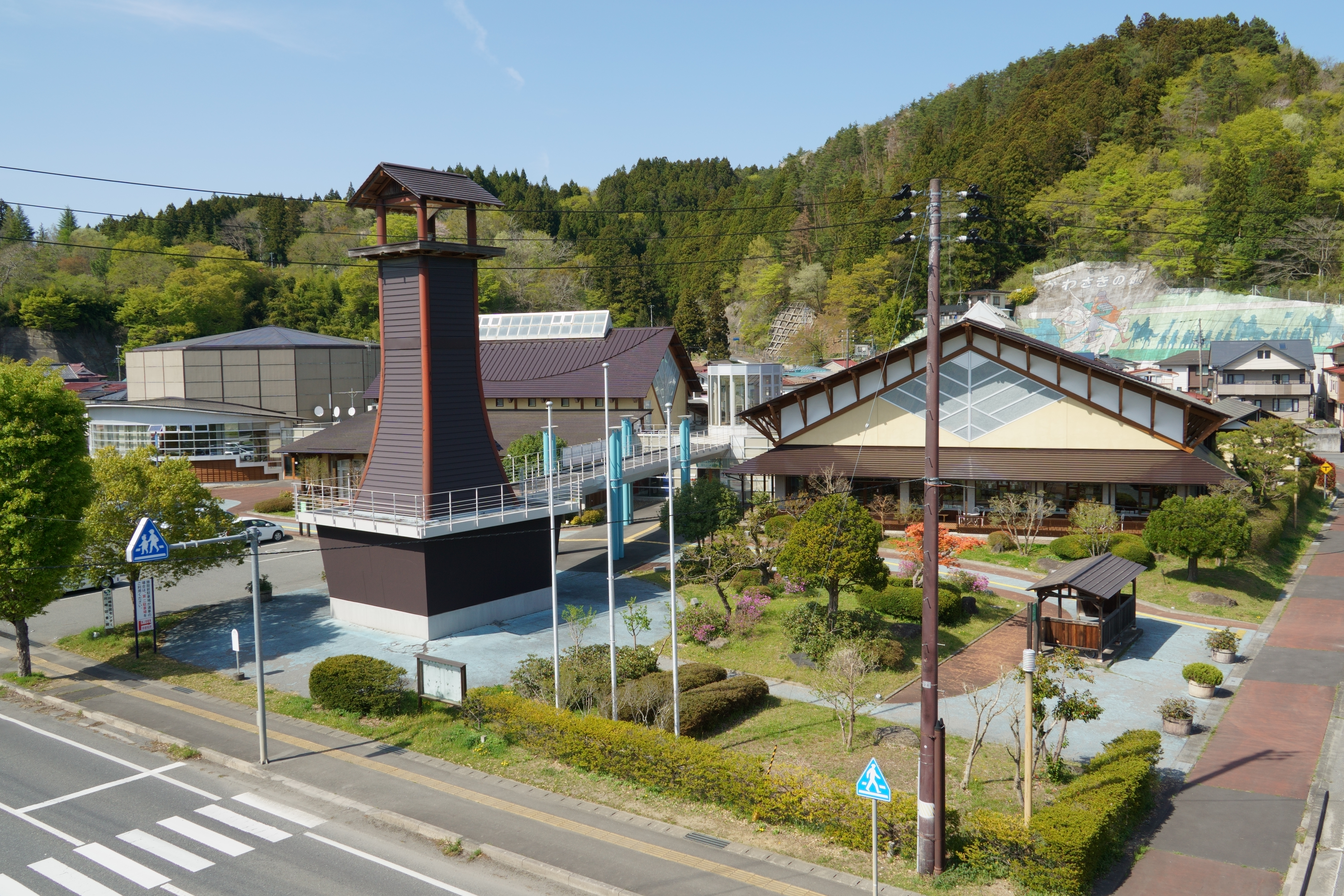
川崎図書館
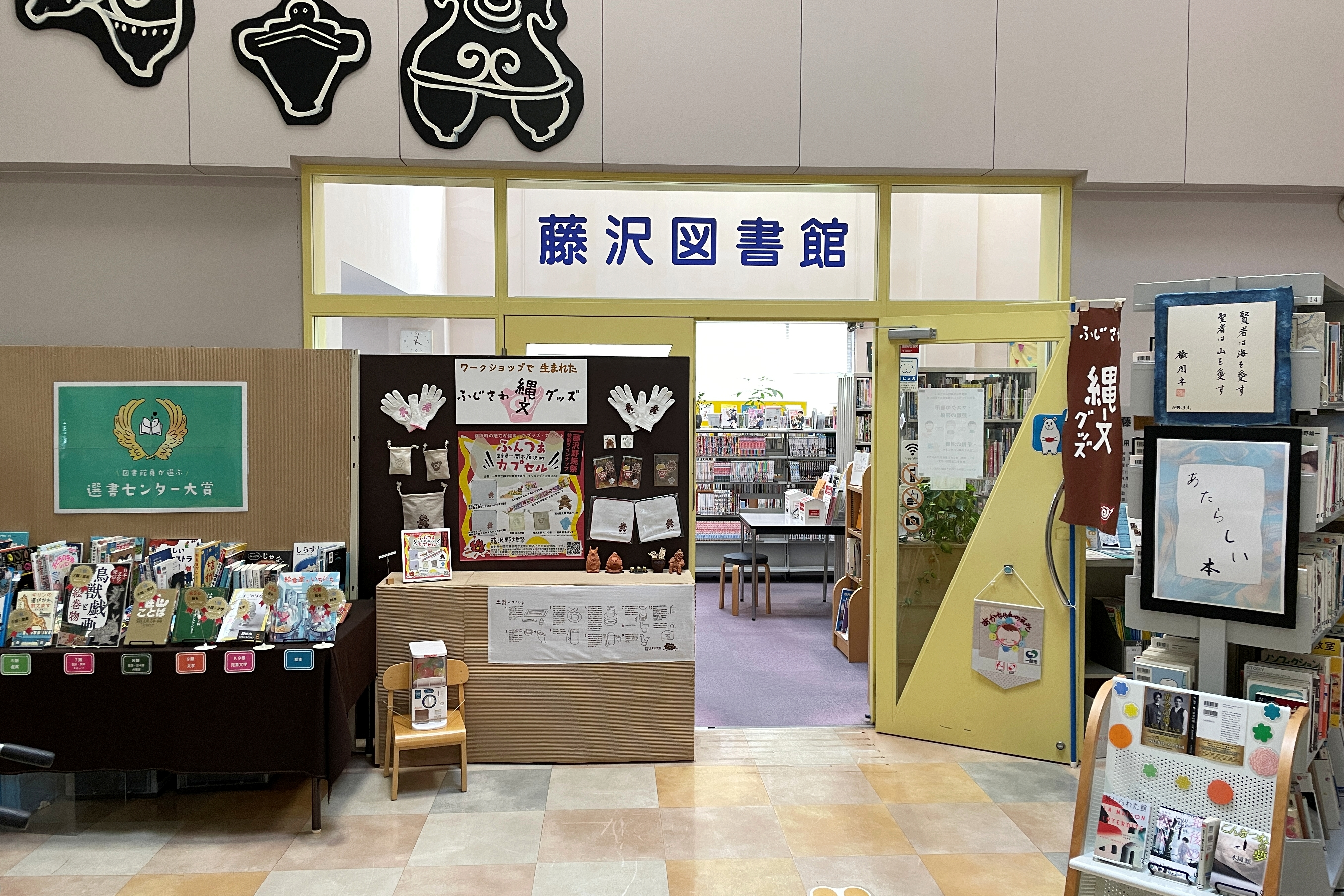
藤沢図書館

- 東山図書館（東山地域交流センター内）
- 室根図書館（室根支所内）
- 川崎図書館
- 藤沢図書館（藤沢文化センター内）

- 一関図書館
- 花泉図書館
- 大東図書館
- 千厩図書館
- 東山図書館
- 室根図書館
- 川崎図書館
- 藤沢図書館

### 博物館など

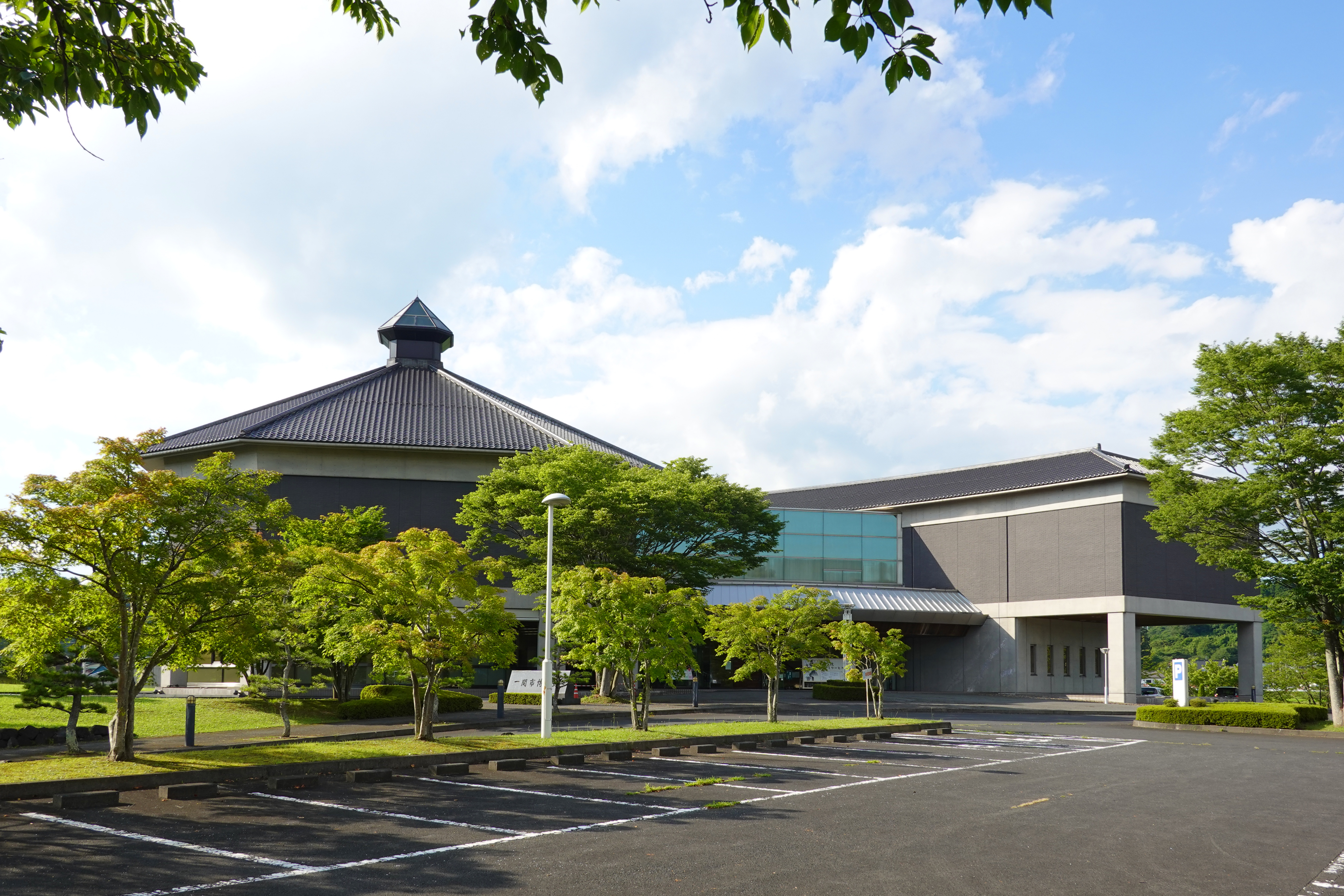
一関市博物館（一関・博物館法登録博物館）
- 骨寺村荘園交流館（一関）[34]
- 芦東山記念館（大東）
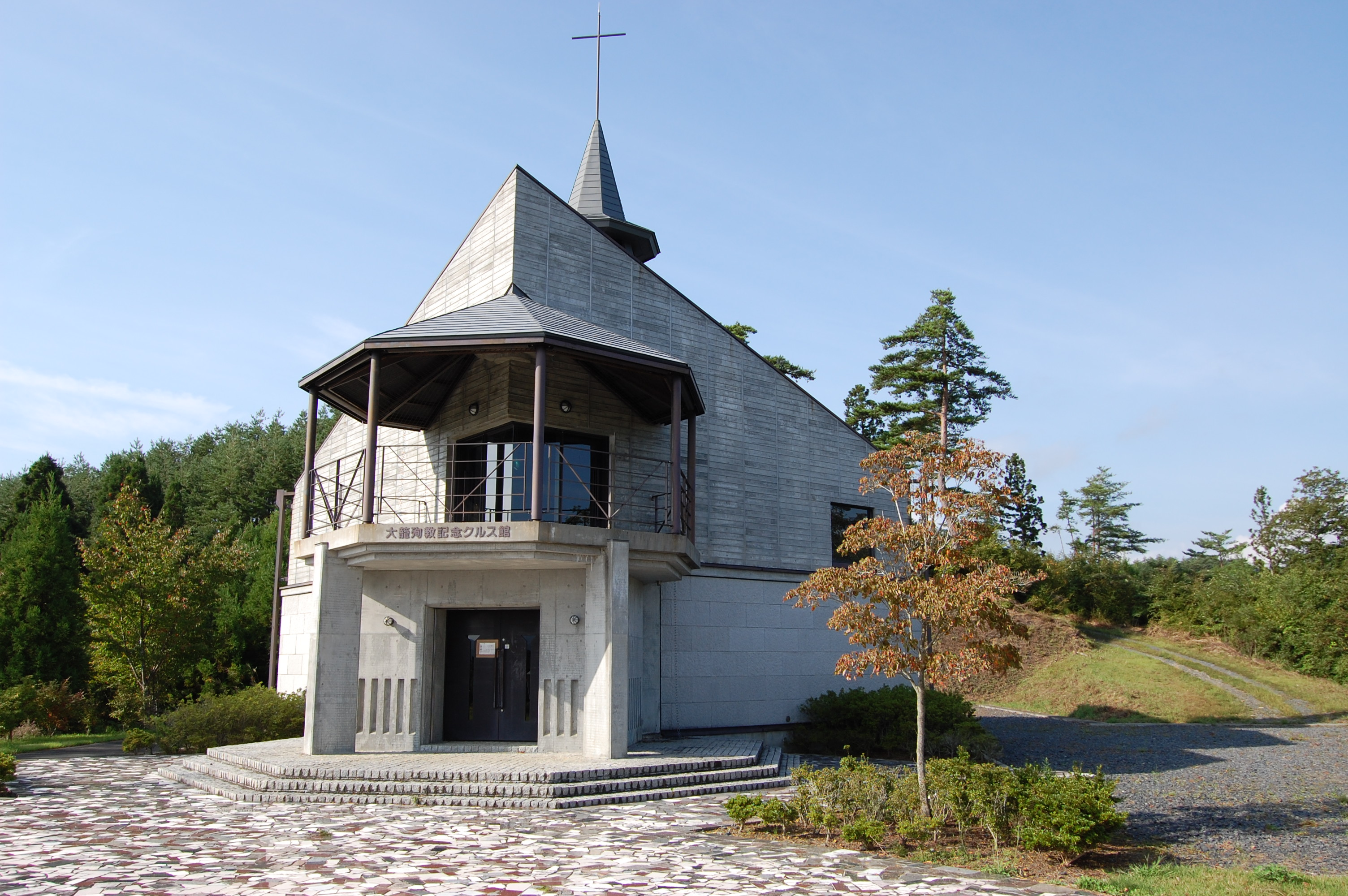
大籠キリシタン殉教公園（藤沢）
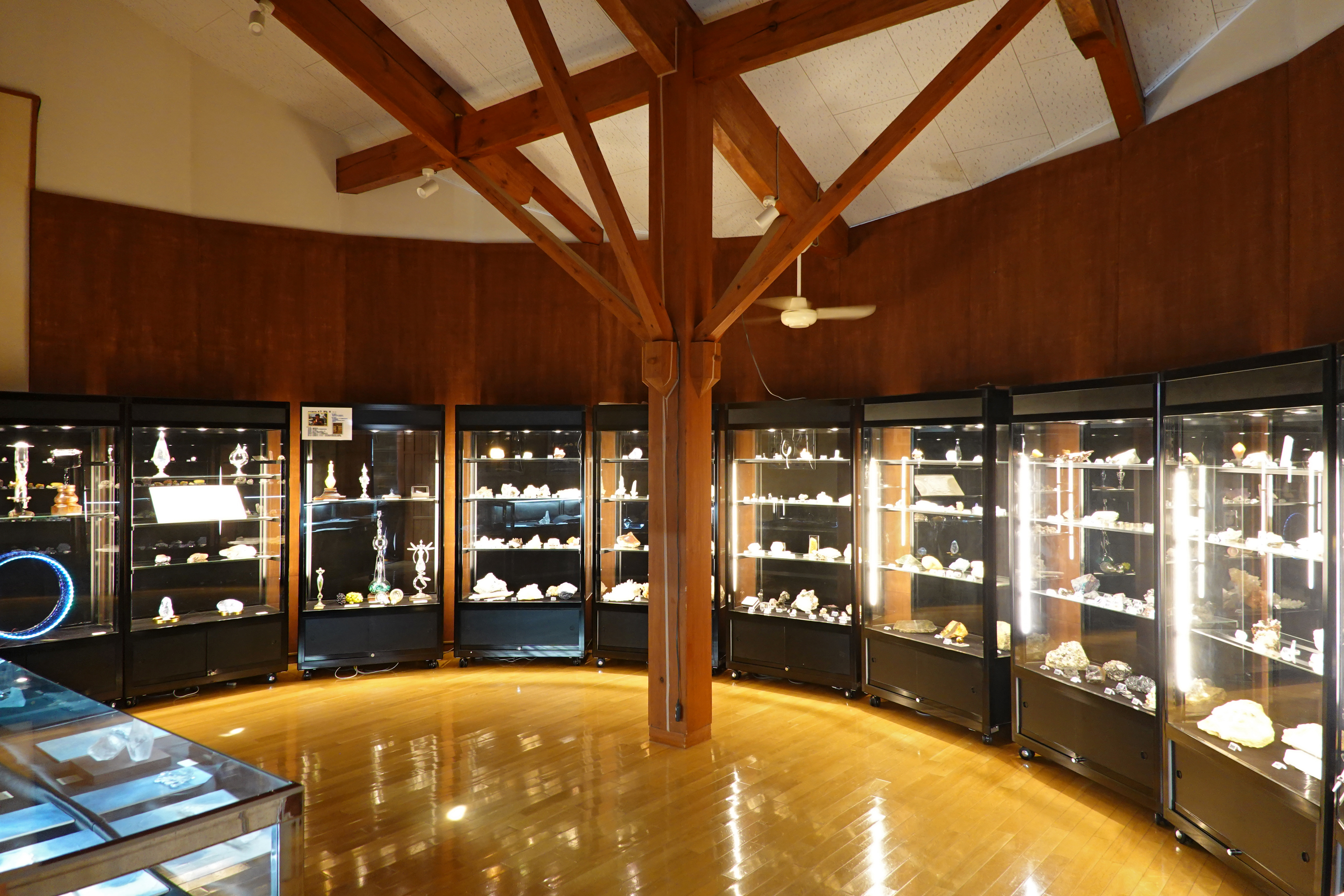
石と賢治のミュージアム（東山）
  - 太陽と風の家
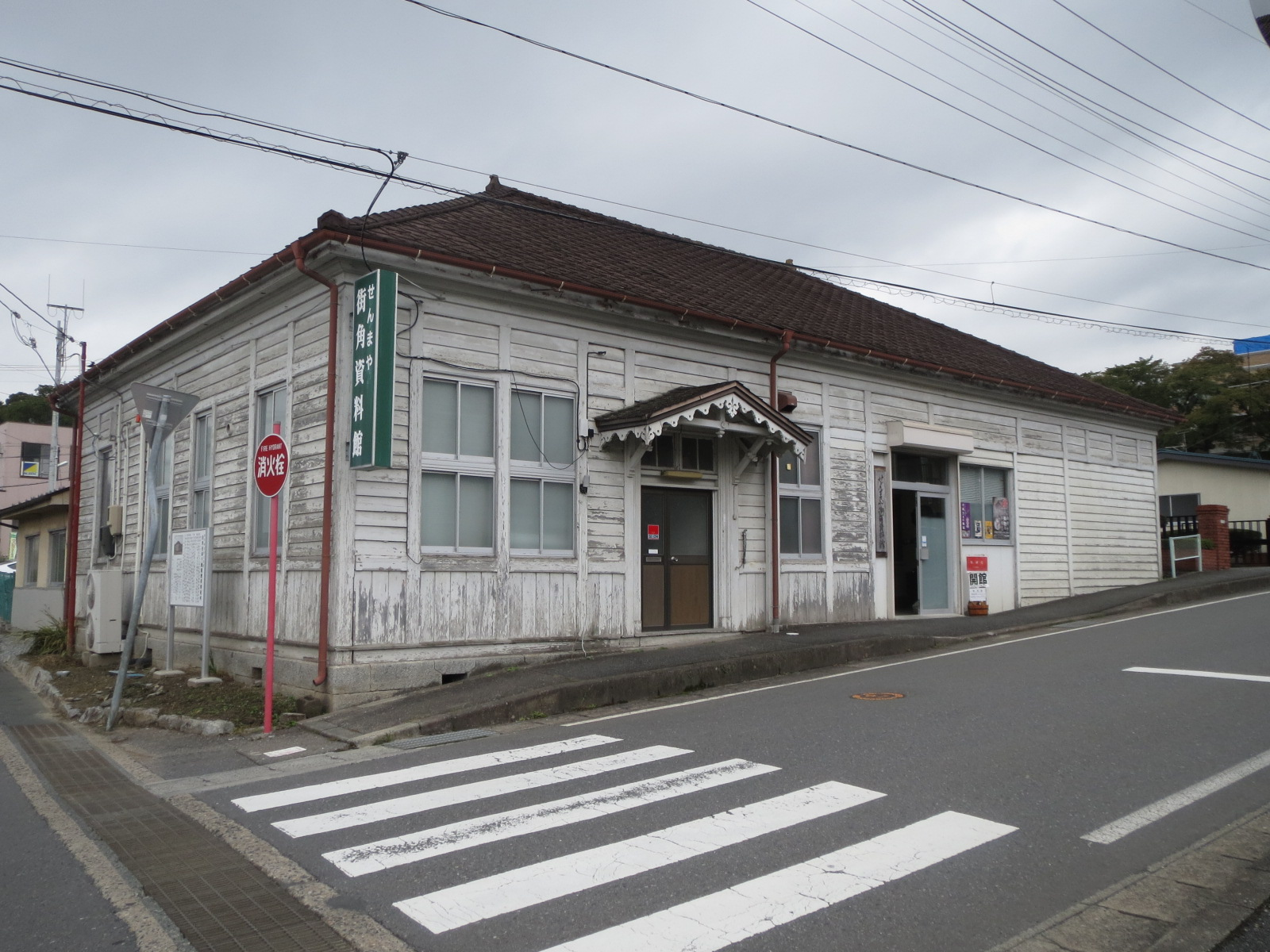
せんまや街角資料館（千厩）
- 一関市民俗資料館（大東）[35]

- 一関市博物館
- 大籠キリシタン殉教公園
- 石と賢治のミュージアム
- せんまや街角資料館

### 市民センター
2015年4月、全ての市立公民館が市民センターに移行した。地域における生涯学習の拠点である公民館に、地域づくりの拠点としての機能を加えて生涯学習と地域づくりを一体化した施設となった。一関市直営と指定管理の2種類の体制で運営されている。順次、体制が整った施設から指定管理に移行中である。
一関地域
- 一関市民センター
- 関が丘市民センター
- 山目市民センター
- 中里市民センター
- 狐禅寺市民センター
- 滝沢市民センター
- 真柴市民センター
- 厳美市民センター
- 萩荘市民センター
- 舞川市民センター
- 弥栄市民センター

花泉地域
- 花泉市民センター
- 永井市民センター

- 涌津市民センター
- 油島市民センター
- 老松市民センター
- 日形市民センター
- 金沢市民センター

大東地域
- 大原市民センター
- 摺沢市民センター
- 興田市民センター
- 猿沢市民センター
- 渋民市民センター
- 曽慶市民センター

千厩地域
- 千厩市民センター
- 小梨市民センター

- 奥玉市民センター
- 磐清水市民センター

東山地域
- 東山市民センター
- 松川市民センター
- 田河津市民センター

室根地域
- 室根市民センター

川崎地域
- 川崎市民センター

藤沢地域
- 藤沢市民センター

### 文化センター
- 一関文化センター（一関）
- 藤沢文化センター（別名：縄文ホール、藤沢）

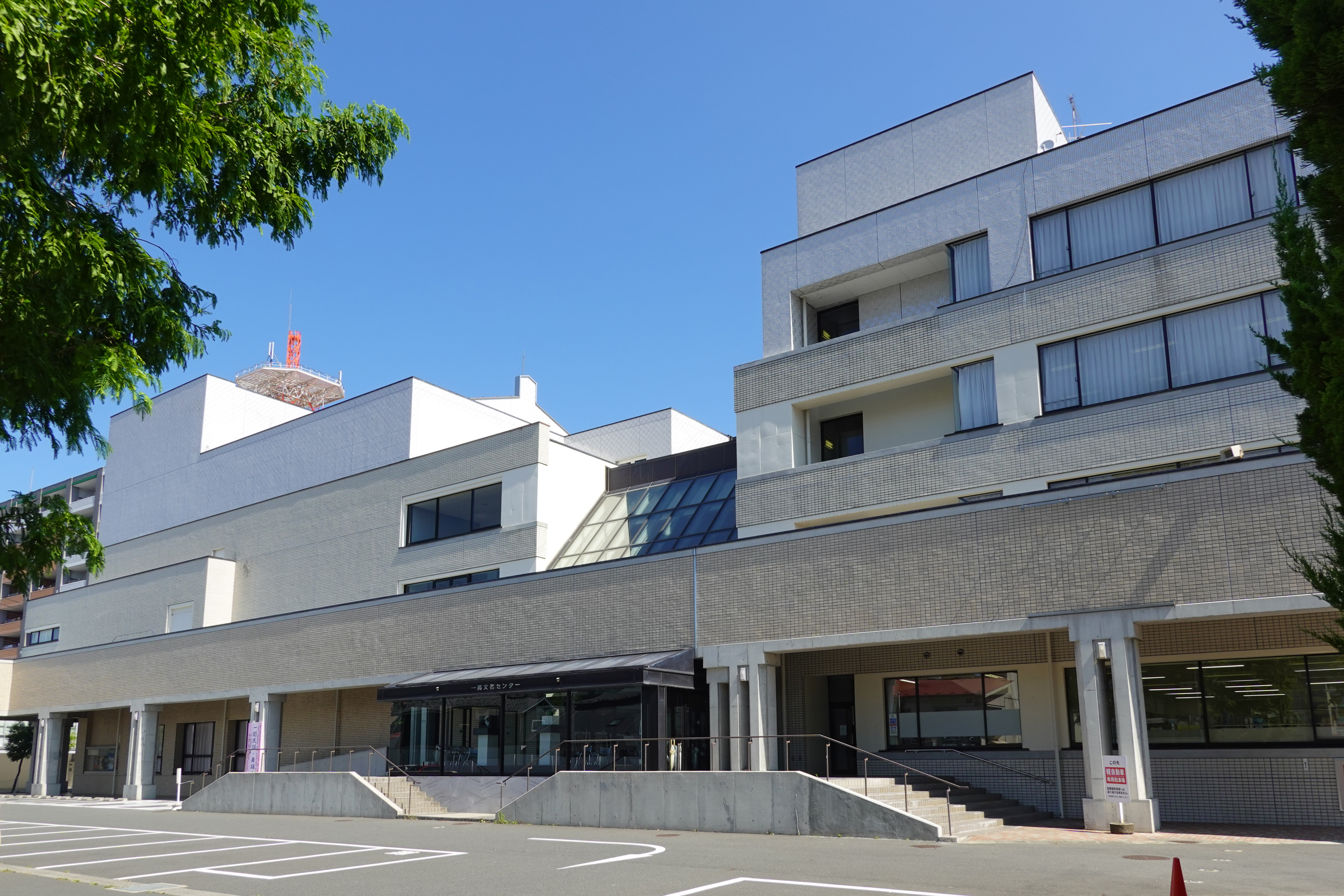
一関文化センター
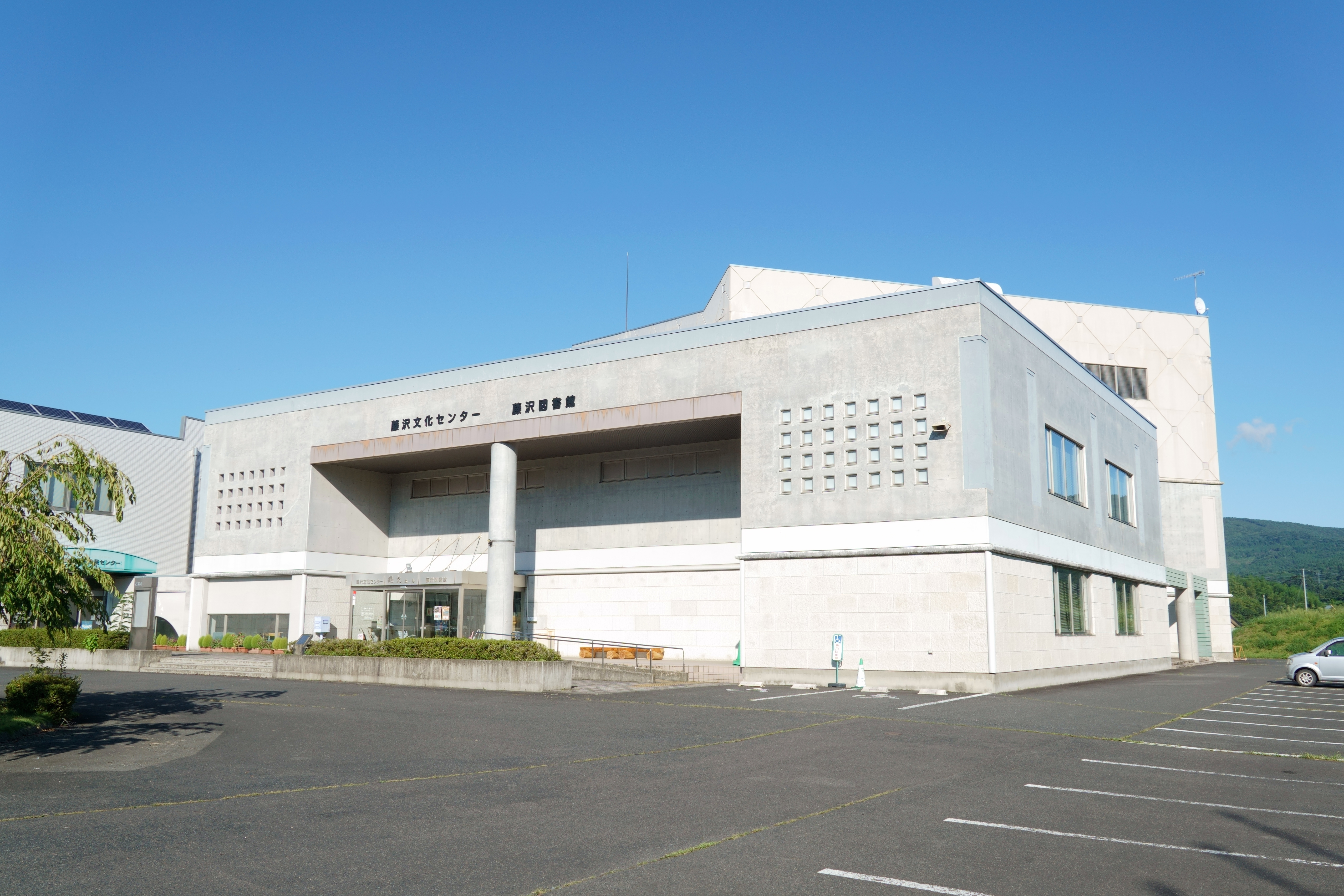
藤沢文化センター

### 運動施設
一関地域
- 一関市総合体育館
- 一関市産業教養文化体育施設（アイドーム）

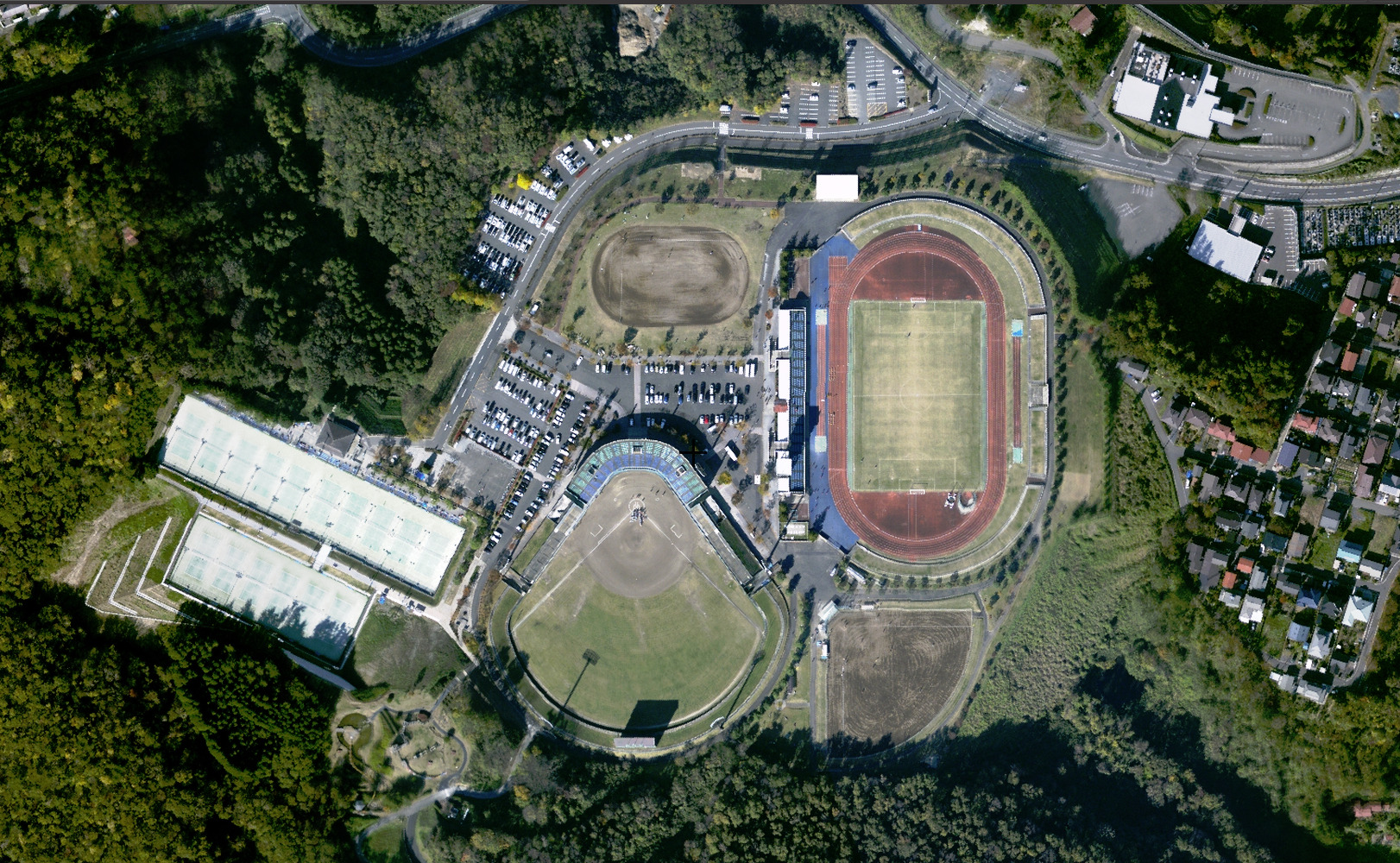
一関運動公園の空中写真（2013年）

- 一関運動公園：陸上競技場（日本陸連第2種公認）、野球場、ソフトボール場、テニスコート（砂詰人工芝コート16面）、多目的広場
- 一関水泳プール：競泳プール50m8コース（日本水泳連盟公認）、幼児用プール（25m4コースのサブプール兼用）
- 一関武道館
- 一関サッカー・ラグビー場
- 祭畤スノーランド

花泉地域
- 花泉運動公園：野球場、テニスコート、多目的競技場、キャンプ場
- 花泉体育館

大東地域
- 大東体育館
- 大東野球場
- 大東グラウンド

千厩地域
- 千厩体育館（千厩武道館併設）
- 千厩野球場
- 千厩多目的グラウンド：ソフトボール場、サッカー場、テニスコート、運動広場
- 千厩アイスアリーナ
- 駒場交流公園：野球場、ソフトボール場、サッカー場、グラウンドゴルフ場
- 清田テニスコート

東山地域
- 唐梅館総合公園：東山総合体育館、東山球場、東山B&G海洋センター、東山テニスコート、東山多目的グラウンドなど

室根地域
- 室根きらめきパーク：体育館、野球場、テニスコート、多目的グラウンド

川崎地域
- 川崎体育センター
- 川崎運動広場グラウンド

藤沢地域
- 藤沢体育館
- ニコニコパーク：藤沢B&G海洋センター、ニコニコドーム、すぱーく藤沢
- 藤沢運動広場
- 藤沢テニスコート
- 藤沢スポーツランド

## 経済

### 商業
一関市街地を縦断する国道4号と、東北自動車道一関インターチェンジから一関遊水地公園にかけての国道342号、県道14・19号沿いに大型店やロードサイド店が集中している。また、一ノ関駅西口付近には宿泊施設や商店街が密集している。東磐井地域に関しては千厩町が商業の中心であり、千厩バイパス沿いには多くの小売店が立ち並んでいる。
- 一関商工会議所

#### 主な商業施設
- アークスグループ（ジョイス三関店、ビッグハウス一関店、ベルプラスせんまや店）
- イオン一関店
- イオンスーパーセンター一関店
- いわいショッピングセンター
- クスリのアオキ一関店、樋渡店、真柴店、千厩店、摺沢店
- コメリ一関店、一関川崎店、東山店、大東店、千厩店、室根店、花泉店、藤沢店
- 千厩ショッピングモールエスピア
- フレスポ一関
- マイヤ花泉店、千厩店
- 薬王堂一関三関店、一関青葉店、一関山目店、一関東山店、一関千厩店、一関大東店、一関藤沢店、花泉店、花泉涌津店、岩手川崎店

### 市内に本社を置く主要企業
- 一関信用金庫（金融機関）
- 一関ガス（都市ガス）
- 平野組（建設業）
- 佐々木組（建設業）
- 仁田工務店（建設業）
- 富士通ゼネラルエレクトロニクス（電子機器製造）
- 大武・ルート工業（生産設備・健康機器）
- 東邦テクノス（生産設備）
- 東北ウエノ（包装資材）
- オヤマ（鶏生産・食肉加工・販売）
- 門崎（畜産・ハンバーグ加工・レストラン運営〈格之進〉）

- 神文ストア（スーパーマーケット）
- 丸江（スーパーマーケット）
- 世嬉の一酒造（日本酒、地ビール、レストラン）
- 磐乃井酒造（日本酒）
- 両磐酒造（日本酒）
- 京屋染物店（染め物）
- 松栄堂（菓子）
- 佐々木製菓（菓子）
- 亀の子せんべい本舗 大浪（菓子）
- 菜花堂（菓子）
- 斎藤松月堂（駅弁・ホテル）

### 市内に拠点事務所を置く主な企業
- 東北ヤマックス 一関工場（コンクリート製品）
- 三光化成 一関工場、一関第二工場、花泉工場、金型工場（プラスチック成型）
- UBE三菱セメント 岩手工場（セメント）[38]
- 日本端子 花泉工場

### 工業団地（主な企業）
一関地域
- 一関東工業団地
  - SWS東日本（本社）
  - 一関リクシル（LIXIL）製作所
  - 日ピス岩手 一関工場
  - 一関ヒロセ電機（本社）
  - 第一貨物 一関営業所
- 一関東第二工業団地
  - ハヤテレ東北
  - ヨコウン
  - 髙木工業所
- 真柴工業団地
  - ソーゴ
  - エネックスジャパン
- 真柴第二工業団地
  - 永豊フーズ
  - カイハツ生コン
  - 一関電子
  - 東邦テクノス

花泉地域
- 上油田工業団地
  - アロン社
- 上油田第二工業団地
  - シグマ製作所
  - ナガシマ製作所
  - 東京ワイヤー製作所
  - タケヒロ東北
  - 昭和花泉
  - 新和コンクリート工業

大東地域
- 続石工業団地
  - 旭プラスチック工業
  - 染めQテクノロジィ
- 沼田工業団地
  - Mioテクノロジー ダイトー工場

千厩地域
- 西小田工業団地
  - 日ピス岩手  千厩工場
- 鳥喰工業団地
  - 共栄フード 東北営業所・東北工場
- 駒場工業団地
  - 千厩工業
- 駒場第二工業団地
  - 千厩マランツ
- 北ノ沢工業団地
- 中ノ沢工業団地

東山地域
- 柴宿工業団地
  - 千住スプリンクラー
- 丸森工業団地
  - 千住電子工業
- 野土工業団地
  - 東山フェルト
  - えびすや
  - 関東化成工業
- 里前工業団地
  - 東里工業
- 地蔵平工業団地
  - 鈴清食品
- 久保工業団地

室根地域
- 聖沢工業団地

川崎地域
- 大久保工業団地
  - 伸原工業所

藤沢地域
- 馬立工業団地
- 八沢工業団地
  - 大昌電子
- 大母工業団地
  - 和興ニット
  - オージェイテキスタイル
- 藤沢第2工業団地
  - SHOEI
- 藤沢第3工業団地
  - マーナーコスメチックス
- 藤沢第4工業団地
  - 長島製作所

### 一関流通団地
一関市滝沢字鶴ケ沢にある工業団地で、総面積は15.2ha、用地面積は7.5ha。
- 協同組合一関卸センター
- 協和木材
- さんもく近江銘木
- 文林商会
- 宇都宮螺子
- 東邦テクノス
- 浅東商事
- イチノセキ
- セキノ興産

- 大七
- 八興
- 岩手日日新聞社
- 植松商会
- トモシアホールディングス
- 丸藤
- 岩手ひかりのくに
- みちのくコカ・コーラボトリング
- 村上商会 一関工場

- モリレイ
- 雪印牛乳一関サービスセンター
- ワイヂーエル
- 山崎製パン
- 新開トランスポートシステムズ
- 両磐一関トラック事業協同組合
- 岩手庄子運送
- 岡田運輸
- 栗原産業

- 平成会
- 豊隆軌道
- 丸大冷蔵
- みちのくキャンティーン
- 工機ホールディングスジャパン
- トヨナカ岩手
- アサカ
- 田中屋本店
- 鉛金

### 第三セクター
- 一関地区土地開発公社
- 公益財団法人岩手県南技術研究センター
- 花泉観光開発株式会社
- 室根総合開発株式会社

※2024年4月1日現在

### その他
- いわて平泉農業協同組合（JAいわて平泉）
- 一関地方森林組合
- 日本政策金融公庫一関支店

## 郵便・物流

### 郵便
郵便局
- 一関郵便局（集配局）
- 薄衣郵便局（集配局）
- 厳美郵便局（集配局）
- 摺沢郵便局（集配局）
- 千厩郵便局（集配局）
- 花泉郵便局（集配局）
- 東山郵便局（集配局）
- 藤沢郵便局（集配局）

- 一関駅前郵便局
- 一関田村町郵便局
- 一関台町郵便局
- 一関中央町郵便局
- 薄衣矢作郵便局
- 大原郵便局
- 興田郵便局
- 奥玉郵便局
- 金沢郵便局

- 門崎郵便局
- 黄海郵便局
- 小梨郵便局
- 猿沢郵便局
- 三関郵便局
- 曽慶郵便局
- 永井郵便局
- 萩荘郵便局
- 保呂羽郵便局

- 本寺郵便局
- 舞川郵便局
- 真滝郵便局
- 松川町郵便局
- 室根郵便局
- 矢越郵便局
- 山目町郵便局
- 涌津郵便局

簡易郵便局
- 一関渋民簡易郵便局
- 一関泥田簡易郵便局
- 磐清水簡易郵便局（2023年8月より休止中）
- 岩手関が丘簡易郵便局

- 大籠簡易郵便局（2022年11月より休止中）
- 田河津簡易郵便局
- 津谷川簡易郵便局

- 日形簡易郵便局（2022年6月より休止中）
- 舞草簡易郵便局
- 八沢簡易郵便局（2022年11月より休止中）

### 物流
- ヤマト運輸：一関営業所、千厩営業所
- 佐川急便：一関営業所

## 教育

### 短期大学
- 修紅短期大学

### 高等専門学校
- 一関工業高等専門学校

### 専修学校
- 岩手県立一関高等看護学院
- 国際医療福祉専門学校一関校

- 一関市医師会附属一関看護専門学校

- 一関経理専門学校
- 東北ヘアーモード学院

### 高等学校
- 岩手県立一関第一高等学校
- 岩手県立一関第二高等学校
- 岩手県立千厩高等学校

- 岩手県立大東高等学校
- 岩手県立花泉高等学校
- 岩手県立一関工業高等学校

- 一関学院高等学校
- 一関修紅高等学校
- 鹿島学園高等学校一関キャンパス

### 中学校
県立
- 岩手県立一関第一高等学校附属中学校

市立
- 一関市立一関中学校
- 一関市立磐井中学校
- 一関市立一関東中学校
- 一関市立桜町中学校
- 一関市立萩荘中学校

- 一関市立厳美中学校
- 一関市立舞川中学校
- 一関市立花泉中学校
- 一関市立大東中学校
- 一関市立千厩中学校

- 一関市立東山中学校
- 一関市立室根中学校
- 一関市立川崎中学校
- 一関市立藤沢中学校

### 小学校
- 一関市立一関小学校
- 一関市立山目小学校
- 一関市立赤荻小学校
- 一関市立中里小学校
- 一関市立滝沢小学校
- 一関市立南小学校
- 一関市立弥栄小学校

- 一関市立萩荘小学校
- 一関市立厳美小学校
- 一関市立舞川小学校
- 一関市立花泉小学校
- 一関市立大原小学校
- 一関市立大東小学校
- 一関市立興田小学校

- 一関市立猿沢小学校
- 一関市立千厩小学校
- 一関市立東山小学校
- 一関市立室根小学校
- 一関市立川崎小学校
- 一関市立藤沢小学校
- 一関市立黄海小学校

### 特別支援学校
- 岩手県立一関清明支援学校

2008年4月1日、岩手県立一関養護学校と岩手県立一関聾学校を統合して開校した。旧一関養護学校では病弱、旧一関聾学校では聴覚障害をそれぞれ教育領域としてきたが、統合に併せて知的障害が教育領域に追加された（ただし、聴覚障害領域の高等部は一関清明支援学校には継承されず、盛岡市の岩手県立盛岡聴覚支援学校（岩手県立盛岡聾学校より改称）が継承している）。統合校は、旧岩手県立一関農業高等学校の敷地に本校舎を新たに新設し、旧一関養護跡地を山目校舎として活用している。また、千厩地域には同支援学校千厩分教室小学部と同中学部をそれぞれ千厩小学校内と千厩中学校内に設置している。

### 未就学児施設
主な施設のみ掲載。
認可保育園
- 一関市立一関あおば保育園
- 一関市立大原保育園
- 一関市立興田保育園
- 一関市立猿沢保育園
- 一関市立渋民保育園

- 一関市立曽慶保育園
- 一関市立千厩保育園
- 一関市立奥玉保育園
- 一関市立小梨保育園
- 一関市立松川保育園

- 一関市立新沼保育園
- 山目保育園（社会福祉法人山目保育園）
- 西光寺保育園（社会福祉法人西光寺保育園）
- パステル保育園（社会福祉法人クレッシェンド）

幼稚園
- 一関市立舞川幼稚園
- 一関市立真滝幼稚園

- 一関市立赤荻幼稚園
- 愛心幼稚園（学校法人東北カトリック学園）

- カトリック精心幼稚園（学校法人東北カトリック学園）

認定こども園（市立）
- 一関市立摺沢こども園
- 一関市立東山こども園
- 一関市立室根こども園
- 一関市立川崎こども園
- 一関市立藤沢こども園
- 一関市立黄海こども園

### 学校教育以外の施設
- 岩手県立千厩高等技術専門校
- 一関高等職業訓練校（職業訓練法人一関職業訓練協会）[41]
- 両磐地域職業訓練センター（職業訓練法人東磐職業訓練協会）[42]

## 交通

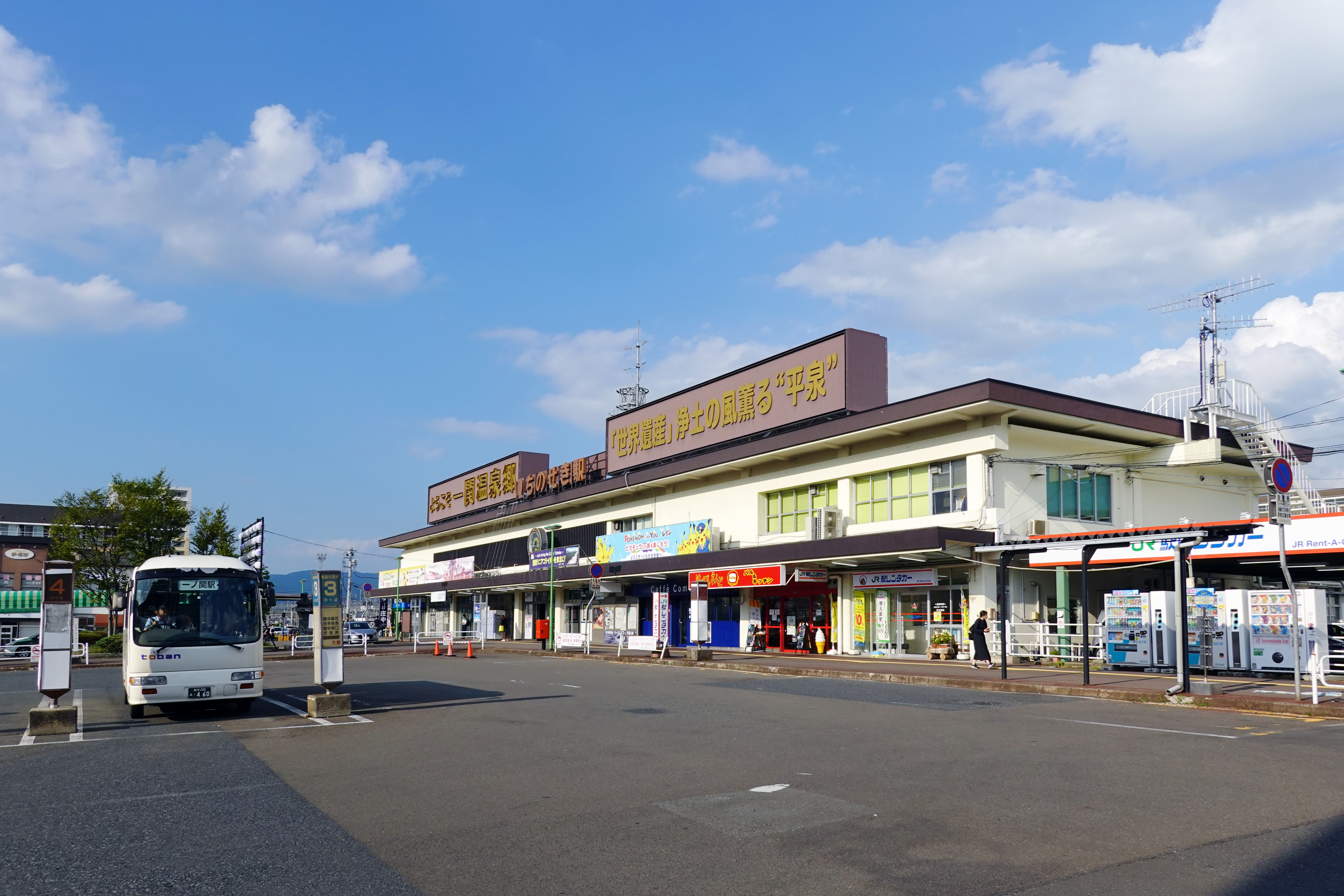
県南最大規模のターミナル駅である一ノ関駅

### 鉄道
- 東日本旅客鉄道（JR東日本）
  - 東北新幹線：一ノ関駅
  - 東北本線：油島駅 - 花泉駅 - 清水原駅 -（有壁駅は栗原市域）- 一ノ関駅 - 山ノ目駅
  - 大船渡線：一ノ関駅 - 真滝駅 - 陸中門崎駅 - 岩ノ下駅 - 陸中松川駅 - 猊鼻渓駅 - 柴宿駅 - 摺沢駅 - 千厩駅 - 小梨駅 - 矢越駅 - 折壁駅 - 新月駅
- 中心となる駅：一ノ関駅

### バス
- 岩手県交通 - 市内に一関営業所・千厩バスターミナルが設置されている
- 東磐交通
- 一関市営バス
- 岩手急行バス
- 栗原市民バス
  - 岩ヶ崎観光タクシー

#### 高速バス
- けせんライナー号
- 仙台 - 一ノ関線
- 仙台 - 大船渡線
- 特急千厩盛岡線

### 道路

#### 高速自動車国道
- E4 東北自動車道：(34) 一関IC
  - 地域によって（旧：花泉町・旧：藤沢町）は、 (33) 若柳金成ICから宮城県道4号中田栗駒線・宮城県道・岩手県道184号石越白崖線を経由するアプローチがある。

#### 一般国道
- 国道4号
- 国道284号
- 国道342号
- 国道343号
- 国道346号
- 国道456号
- 国道457号

#### 主要地方道
- 岩手県道3号一関停車場線
- 岩手県道10号江刺室根線
- 岩手県道14号一関北上線

- 宮城県道・岩手県道18号本吉室根線
- 岩手県道19号一関大東線
- 岩手県道21号花泉藤沢線

- 岩手県道31号平泉厳美渓線
- 岩手県道・宮城県道48号弥栄金成線
- 宮城県道・岩手県道49号栗駒平泉線

#### 一般県道
- 岩手県道104号沖田渋民線
- 岩手県道105号猿沢東山線
- 岩手県道106号前沢東山線
- 岩手県道107号矢越停車場線
- 岩手県道134号山目停車場線
- 岩手県道135号摺沢停車場線
- 岩手県道136号折壁停車場線
- 岩手県道140号新月停車場線
- 岩手県道168号薄衣舞川線
- 宮城県道・岩手県道183号若柳花泉線

- 宮城県道・岩手県道184号石越白崖線
- 宮城県道・岩手県道185号有壁若柳線
- 岩手県道・宮城県道186号油島栗駒線
- 岩手県道・宮城県道187号大門有壁線
- 岩手県道・宮城県道295号藤沢大籠線
- 宮城県道・岩手県道188号綱木黄海線
- 宮城県道・岩手県道189号東和薄衣線
- 岩手県道・宮城県道190号花泉迫線
- 岩手県道206号相川平泉線
- 岩手県道218号藤沢津谷川線

- 岩手県道237号長坂束稲前沢線
- 岩手県道239号白崖弥栄線
- 岩手県道240号本郷五串線
- 岩手県道260号一関平泉線
- 岩手県道261号中里堀切線
- 岩手県道262号沖田田原線
- 岩手県道263号折壁大原線
- 岩手県道267号松川千厩線
- 岩手県道282号東山薄衣線
- 岩手県道289号柴宿横沢線

#### 市道

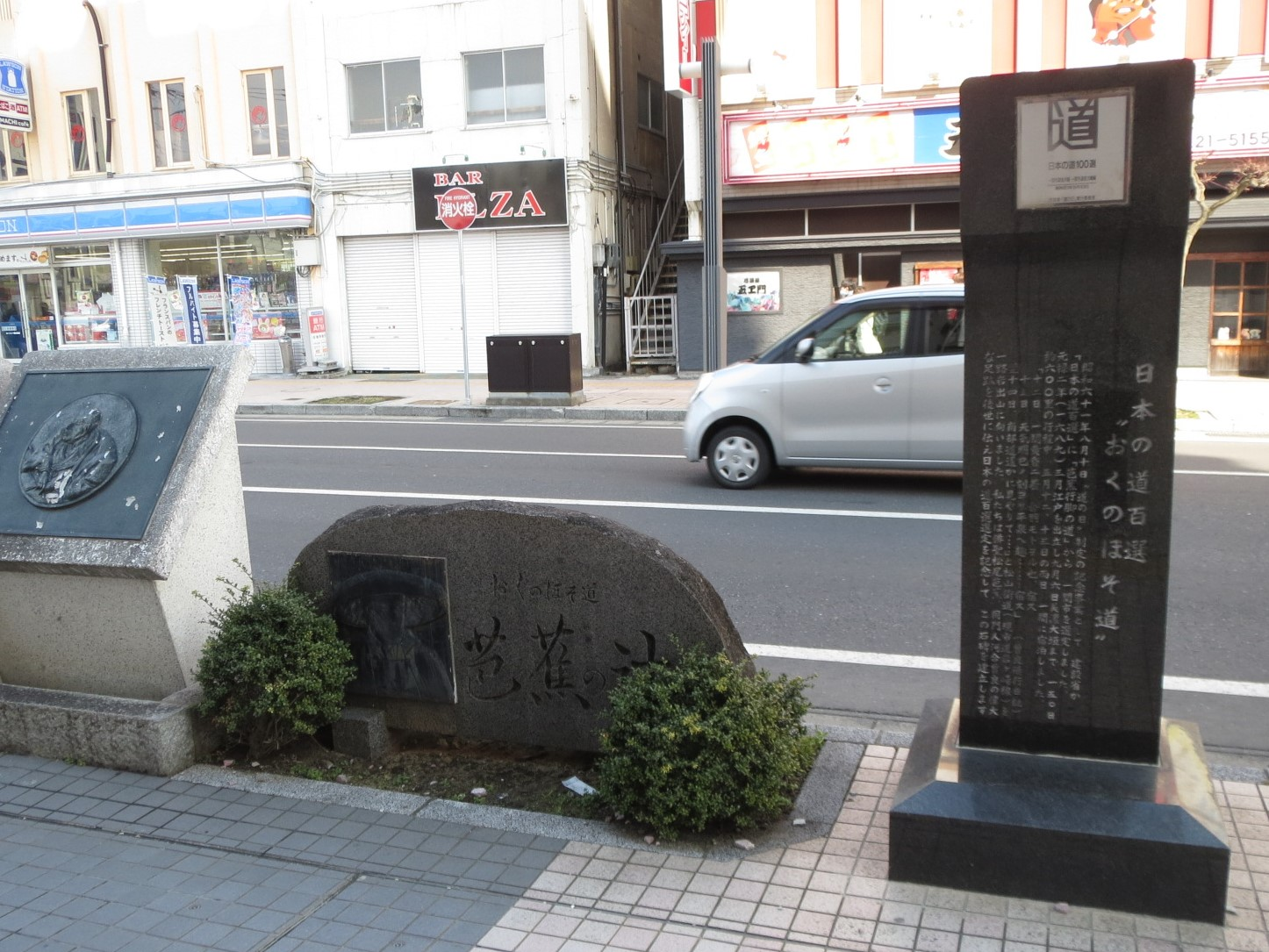
日本の道100選の碑

7,700路線、延長約4,287 km（2019年4月1日時点）
一関市道金沢線・一関市道岩ヶ崎川台線
一関真柴字吉野沢 - 南新町 - 台町 - 一関市萩荘字苅又までの17.5 kmの道路。江戸時代の俳人である松尾芭蕉ゆかりの道で知られ、1986年（昭和61年）8月10日に、旧建設省と「道の日」実行委員会により制定された「日本の道100選」に選ばれている。紀行文『奥の細道』のなかで芭蕉が河合曾良とともに奥羽・北陸地方を行脚した際に、安久津（花泉町涌津）から馬に乗って一関に入った道が市道金沢線で、道筋には道標や道心塚杉などが当時の姿をとどめて残されている。また、宿泊地の一関から平泉を訪ね岩手の里（岩出山町）へと旅に出る際に通った道が市道岩ヶ崎川台線で、道筋には道標や一里塚が残っている。

#### 道の駅
- かわさき
- 厳美渓
- だいとう
- むろね

### ナンバープレート
- 岩手運輸支局の管内
- 自動車のナンバープレートは、ご当地ナンバーである「平泉」ナンバーで登録される（奥州市、金ケ崎町、平泉町でも同様）。

## マスメディア
- 岩手日日 - 日刊地域紙
- 一関ケーブルネットワーク
- ふじさわテレビ（藤沢地域が対象）
- 一関コミュニティFM

## 名所・旧跡・観光

### 国指定文化財
- 鉄五輪塔地輪（国指定重要文化財・花泉）指定：1980年（昭和55年）6月6日
- 大槻家関係資料（国指定重要文化財（美術工芸品・歴史資料の部）・一関）指定：2023年（令和5年）6月27日[46]
- 室根神社祭のマツリバ行事（国指定重要無形民俗文化財・室根）指定：1985年（昭和60年）1月12日
- 猊鼻渓（国指定名勝・東山）指定：1925年（大正14年）10月8日
- 厳美渓（国指定名勝及び天然記念物・一関）指定：1927年（昭和2年）9月5日
- 骨寺村荘園遺跡（国指定史跡・一関）指定：2005年（平成17年）3月2日 - 「骨寺村荘園交流施設[34]」にて展示解説の見学可能。
- 一関本寺の農村景観（国選定重要文化的景観・一関）選定：2006年（平成18年）7月28日 - 「骨寺村荘園交流施設[34]」にて展示解説の見学可能。
- 旧東北砕石工場（国の登録有形文化財・東山）登録：1996年（平成8年）12月20日 - 「石と賢治のミュージアム」として見学可能
- 世嬉の一酒造場、旧原料米置場・精米所ほか7棟（国の登録有形文化財・一関）登録：1999年（平成11年）8月23日 - 「世嬉の一酒造」として営業。レストラン、私設博物館あり。
- 長者滝橋（ 国の登録有形文化財・一関）登録：1999年（平成11年）11月18日
- 佐藤家住宅、主屋ほか12棟（国の登録有形文化財・千厩）登録：2003年（平成15年）1月31日 - 「千厩酒のくら交流施設」として見学可能。
- 横屋酒造、造り蔵ほか13棟（国の登録有形文化財・千厩）登録：2003年（平成15年）1月31日 - 「千厩酒のくら交流施設」として見学可能。
- 旧専売局千厩葉煙草専売所（国の登録有形文化財・千厩）登録：2005年（平成17年）11月10日 - 「せんまや街角資料館」として見学可能。
- 日本基督教団 一関教会（国の登録有形文化財・一関）登録：2007年（平成19年）7月31日

### 岩手県指定文化財
- 建造物
  - 保性院廟厨子（祥雲寺・一関）
  - 旧鈴木家住宅（一関）
  - 宝持院山門（宝持院・花泉）
  - 摺沢八幡神社本殿（摺沢八幡神社・大東）
  - 曽慶熊野神社本殿（曽慶熊野神社・大東）
  - 八幡神社本殿（千厩）
  - 村上家住宅（千厩）
- 彫刻
  - 木造聖観音立像（永泉寺・一関）
  - 木造薬師如来坐像（願成寺・一関）
  - 木造十一面観音立像（大祥寺・花泉）
  - 木造地蔵菩薩半跏像 附木造二天立像（多聞天立像、伝広目天立像・花泉）
  - 木造聖観音坐像（東川院・大東）
  - 銅造菩薩立像（千厩）
  - 木造薬師如来立像（大光寺・千厩）
  - 不動明王立像（大光寺・千厩）
  - 木造来迎阿弥陀及菩薩像（東山）
  - 木造聖観音立像（南流神社・室根）
  - 木造阿弥陀如来立像（藤勢寺・藤沢）
  - 木造阿弥陀如来立像（長徳寺・藤沢）
- 工芸品
  - 金銅薬師如来像御正体（養寿寺・花泉）
  - 懸仏（御正体・花泉）
  - 銅鰐口（興田神社・大東）
  - 金銅製前立（興田神社・大東）
- 典籍
  - 原本無刑録（一関市・大東）
  - 最明寺石塔婆（川崎）
- 歴史資料
  - 豊吉之墓（一関市医師会・一関）
  - 大槻家旧蔵板木（一関市・一関）
- 有形民俗文化財
  - 大乗寺のオシラサマ（大乗寺・川崎）
- 無形民俗文化財
  - 舞川鹿子躍（一関）
  - 大原水かけ祭り（大東）
  - 布佐神楽（川崎）
- 史跡
  - 泥田廃寺跡（一関）
  - 貝鳥貝塚（花泉）
- 天然記念物
  - 猿沢の箒カヤ（大東）
  - 薄衣の笠マツ（川崎）
  - 大籠のガンボクエゴノキ（藤沢）
  - コランダム産地（大東）

### 観光地など
- ベイシー（一関）
- 郭公だんご（一関）
- 旧沼田家武家住宅（一関）

- 釣山公園（一関城址）（一関）
- 幽玄洞（東山）
- 一関温泉郷[47]（一関）
  - 須川高原温泉・真湯温泉
  - 厳美渓温泉
  - 矢びつ温泉
- 栗駒国定公園（一関）

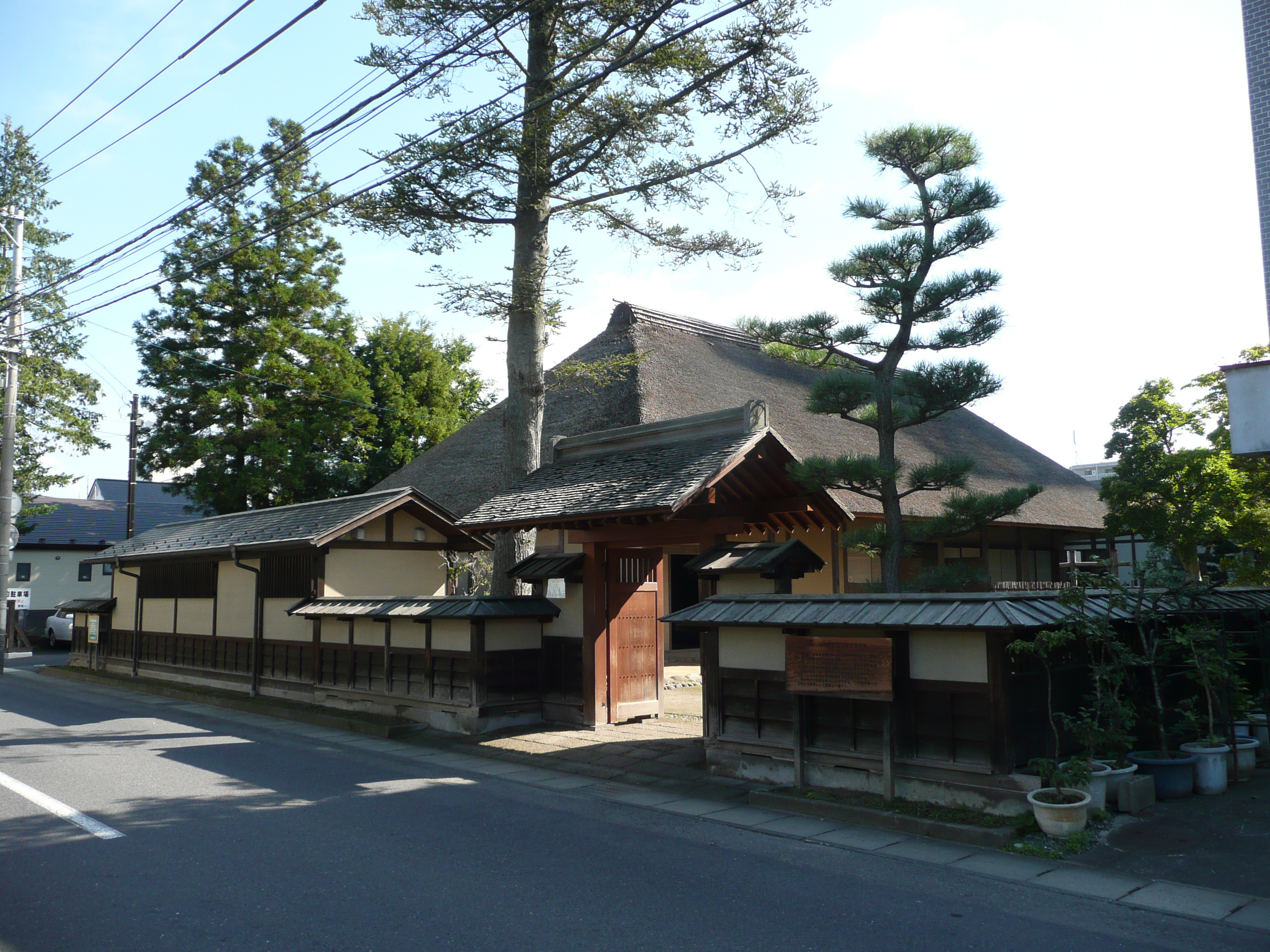
旧沼田家武家住宅

  - 須川岳（栗駒山） - 岩手側では須川岳と呼ばれるのが一般的[48]
  - 昭和湖
- 花と泉の公園（花泉）
- みちのくあじさい園[49]（一関）
- 花泉遺跡（花泉）
- 配志和神社（式内社・一関）
- 儛草神社（式内社・一関）
- 唐梅舘総合公園（東山）
- 菅公夫人の墓（菅原道真夫人の墓・東山）
- 宮沢賢治の碑（東山）
- 松井元哉 第113回医師国家試験 不合格発表閲覧之地（川崎）[50]
- 夫婦岩（千厩）
- 大夫黒顕彰碑（千厩）
- 照井堰用水 - 疎水百選（農林水産省選定・一関、平泉）
- 久保川流域ため池群 - ため池百選（農林水産省選定・一関）
- 「萩荘・厳美の農村部」 - にほんの里100選（一関）
- 百間堤溜池 - ため池百選（室根）
- 束稲山（一関、東山、平泉）
- 室根高原県立自然公園（室根）
  - 室根山
  - きらら室根山天文台
  - 望洋平キャンプ場
- 迦陵嚬伽岡（カリョウビンガの丘・千厩）
- 藤沢スポーツランド（公認モトクロス場・藤沢）
- 館ヶ森エリア（藤沢）
  - 岩手サファリパーク
  - Ark館ヶ森
  - 館ヶ森高原ホテル
- 鬼死骸エリア（真柴）
  - 鬼石
  - 鹿島神社
  - 鬼死骸八幡神社
  - 鬼死骸停留所

### イベント
- 全国地ビールフェスティバルin一関

2024年には27回を数える、100社250種類以上の銘柄が参加する日本最大級の地ビールの祭典。2020年から2022年にかけては新型コロナウイルス感染症で中止した。
- 一関・平泉バルーンフェスティバル（熱気球ホンダグランプリ）

2012年より一関水辺プラザをメインとして開催されている熱気球の競技大会。2015年より「熱気球ホンダグランプリ」に組み込まれた。2019年は台風の影響で中止、2021年度は新型コロナウイルス感染症の影響により無観客開催となった。
- かわさき夏まつり花火大会（おらが自慢のでっかい花火）

川崎町薄衣の北上大橋付近で開催される花火大会。毎年8月16日に催され、2025年には53回を数える。2尺玉や水中スターマインなど約1万発が打ち上げられる。
- 藤沢野焼祭

毎年8月の第2土曜日と日曜日に開催される。1976年（昭和51年）に考古学者塩野半十郎の指導で始まった「縄文野焼き」を再現した祭り。作品約千点が出品され、縦8メートル、横4メートルの穴窯11基で焼き上げられ、最優秀者に「塩野半十郎大賞」が授与される。過去には、岡本太郎や池田満寿夫も参加した。
- 大東大原水かけ祭り

大東町大原で開催される奇祭。1657年（明暦3年）の振袖火事を受けて始まった。2017年に県の無形民俗文化財に指定された。毎年2月11日に開催される。
- せんまや夜市

千厩町千厩の新町・本町商店街で毎年4月から10月の毎月第2土曜日（8月は14日）に開催される。数多くの屋台が立ち並び、まちの駅新町JaJa馬プラザ前では毎回異なる催しが行われる。1980年に第1回が開催され、2024年には300回を迎えた。

## 市内の風景

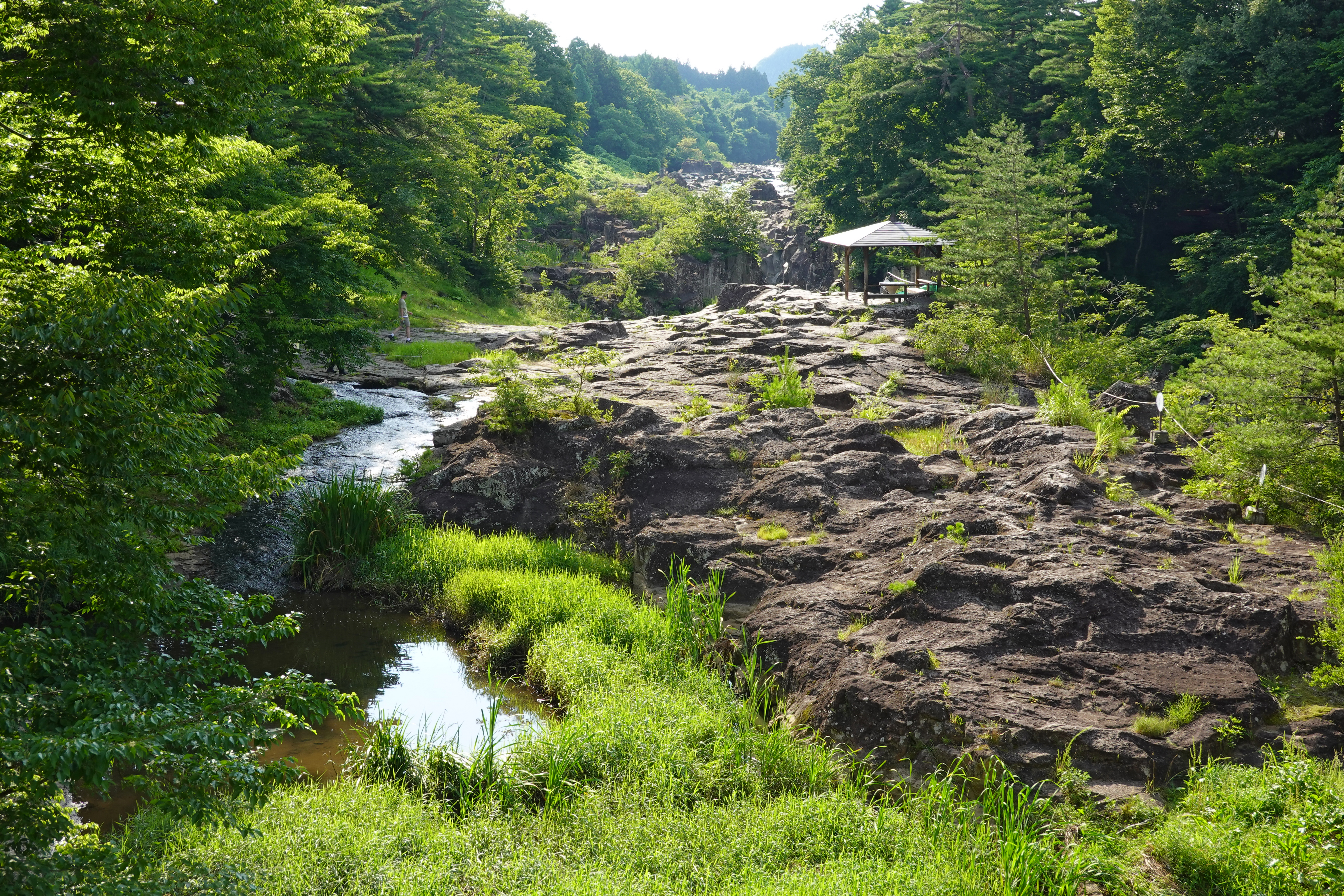
厳美渓
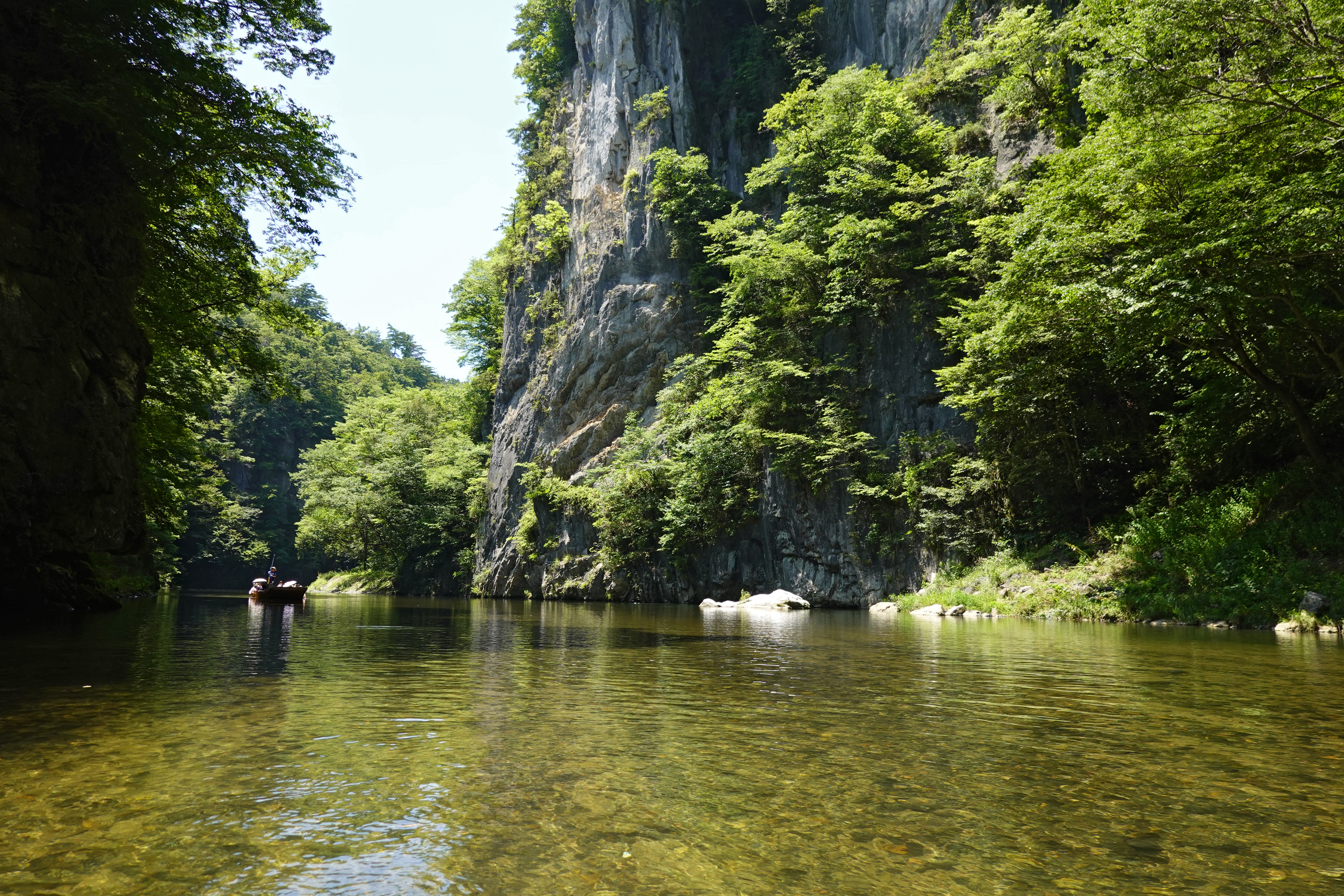
猊鼻渓
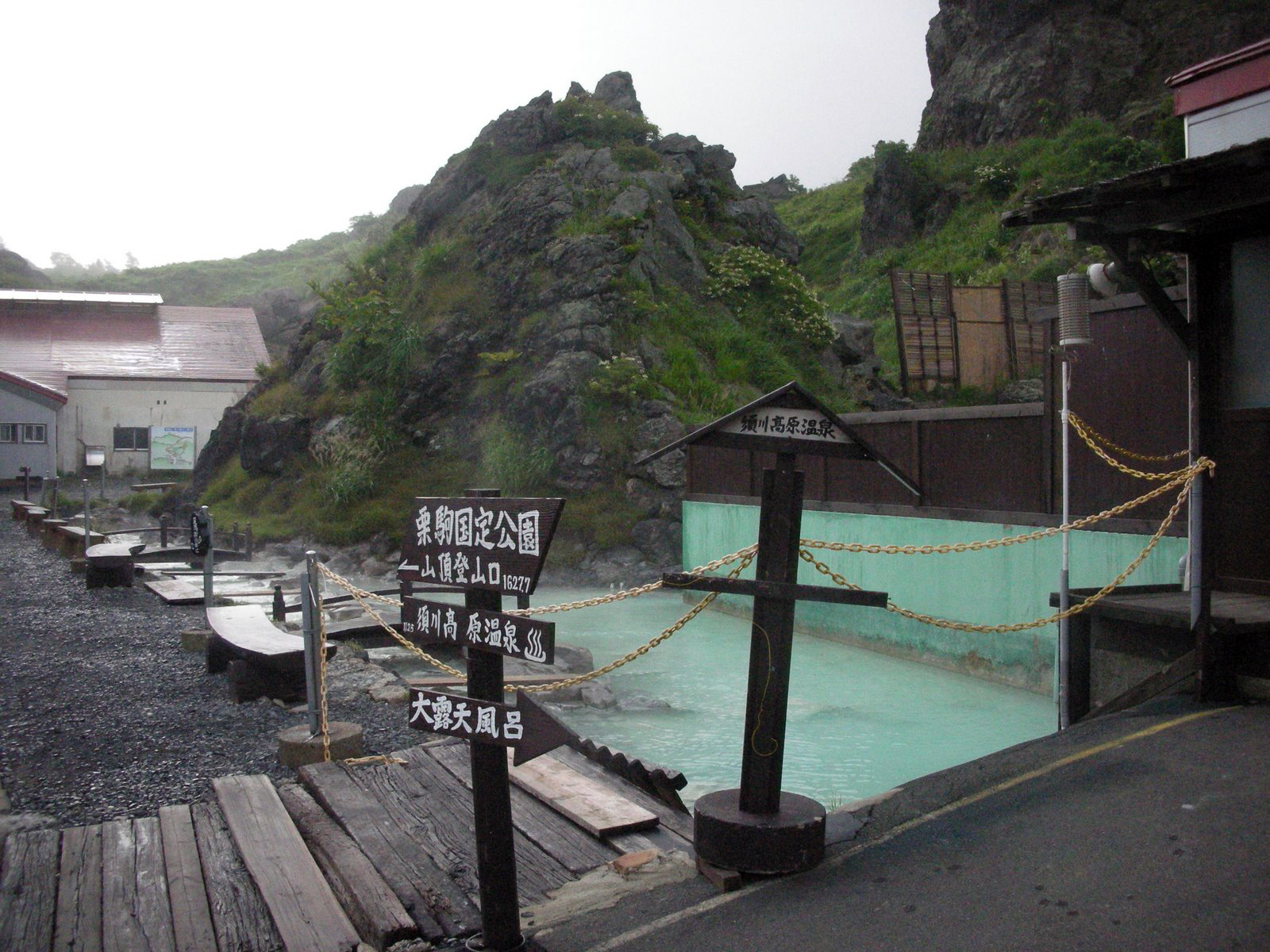
須川高原温泉
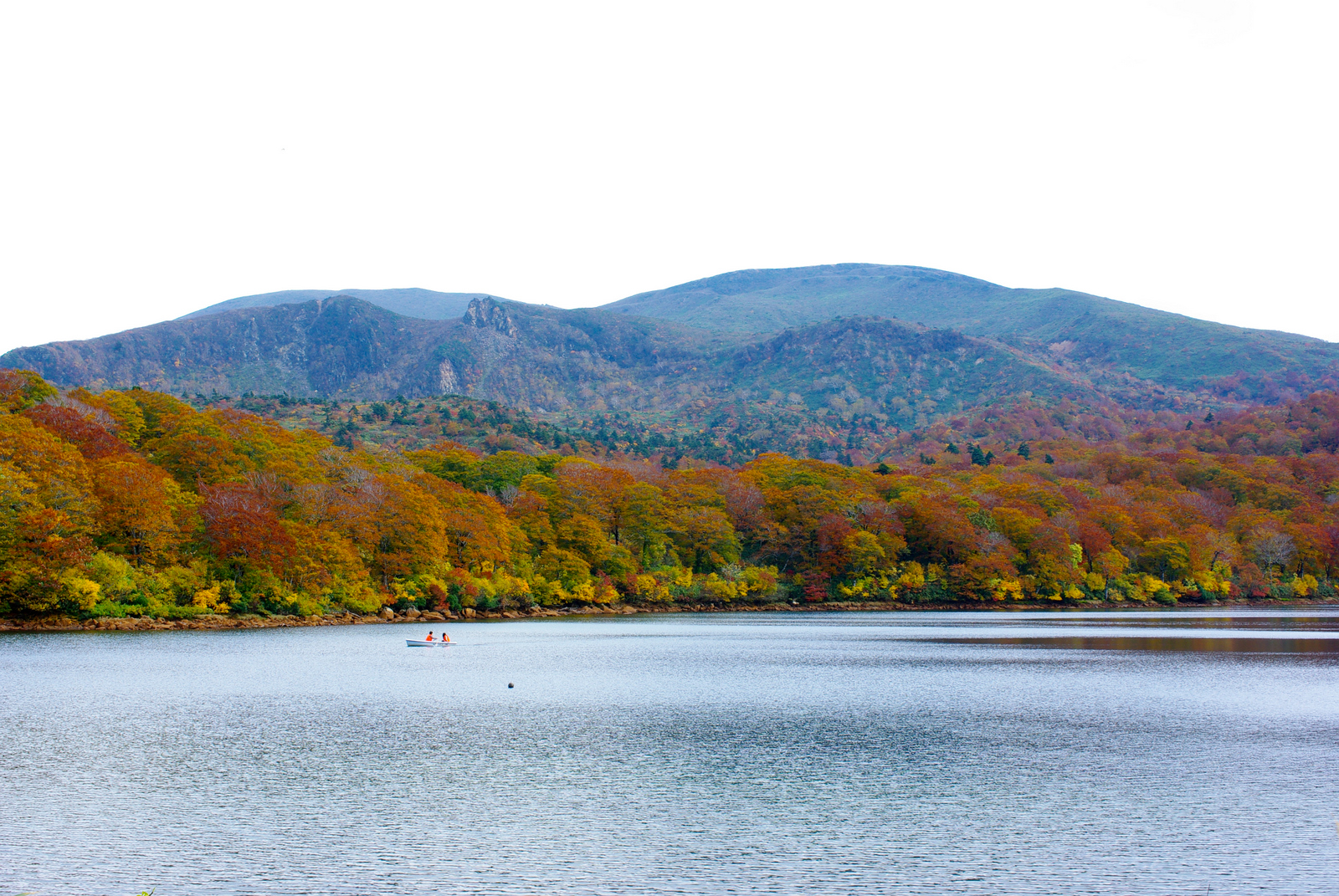
須川湖と栗駒山
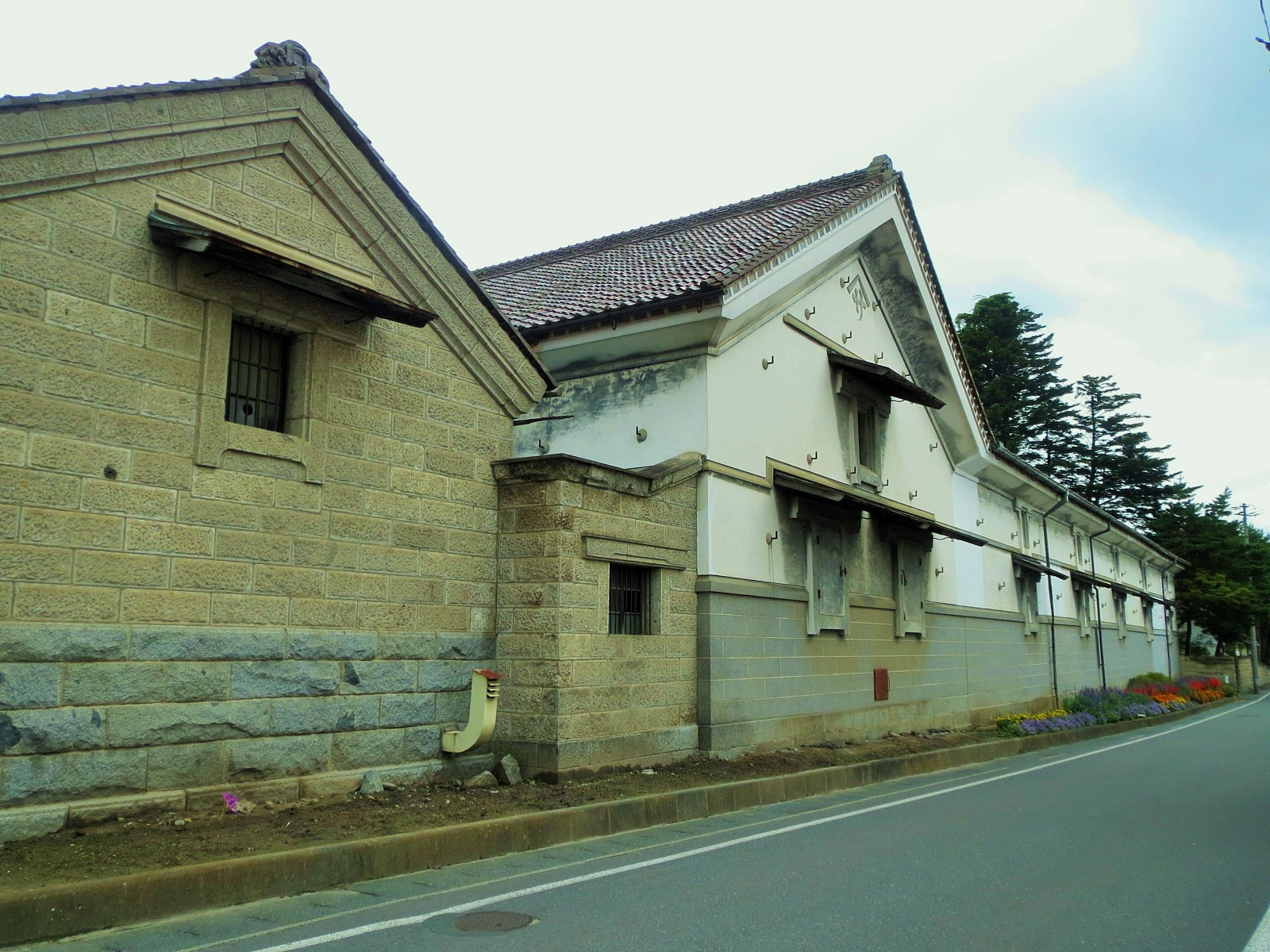
千厩酒のくら交流施設
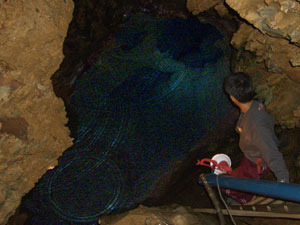
幽玄洞「浄魂の泉」
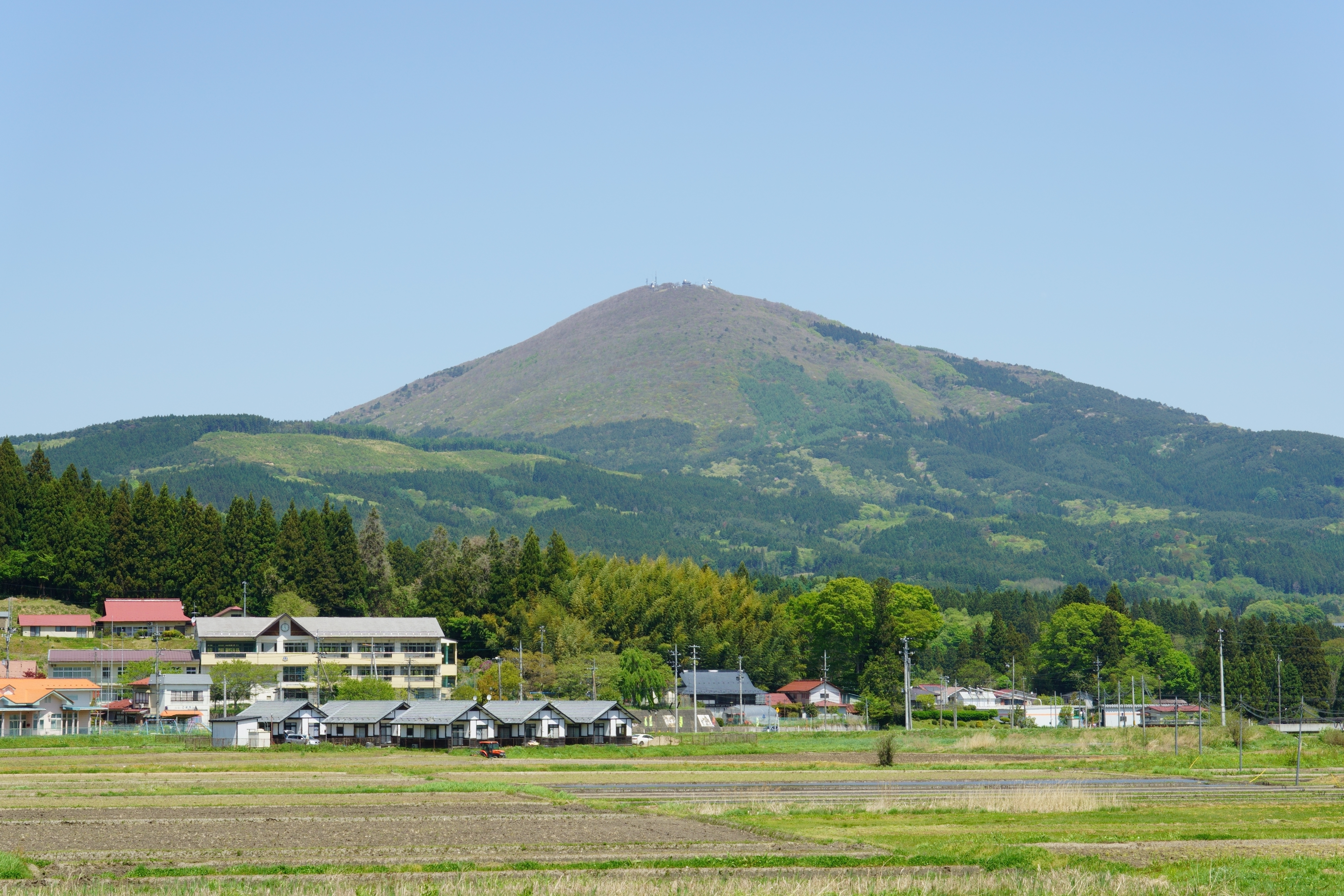
室根山
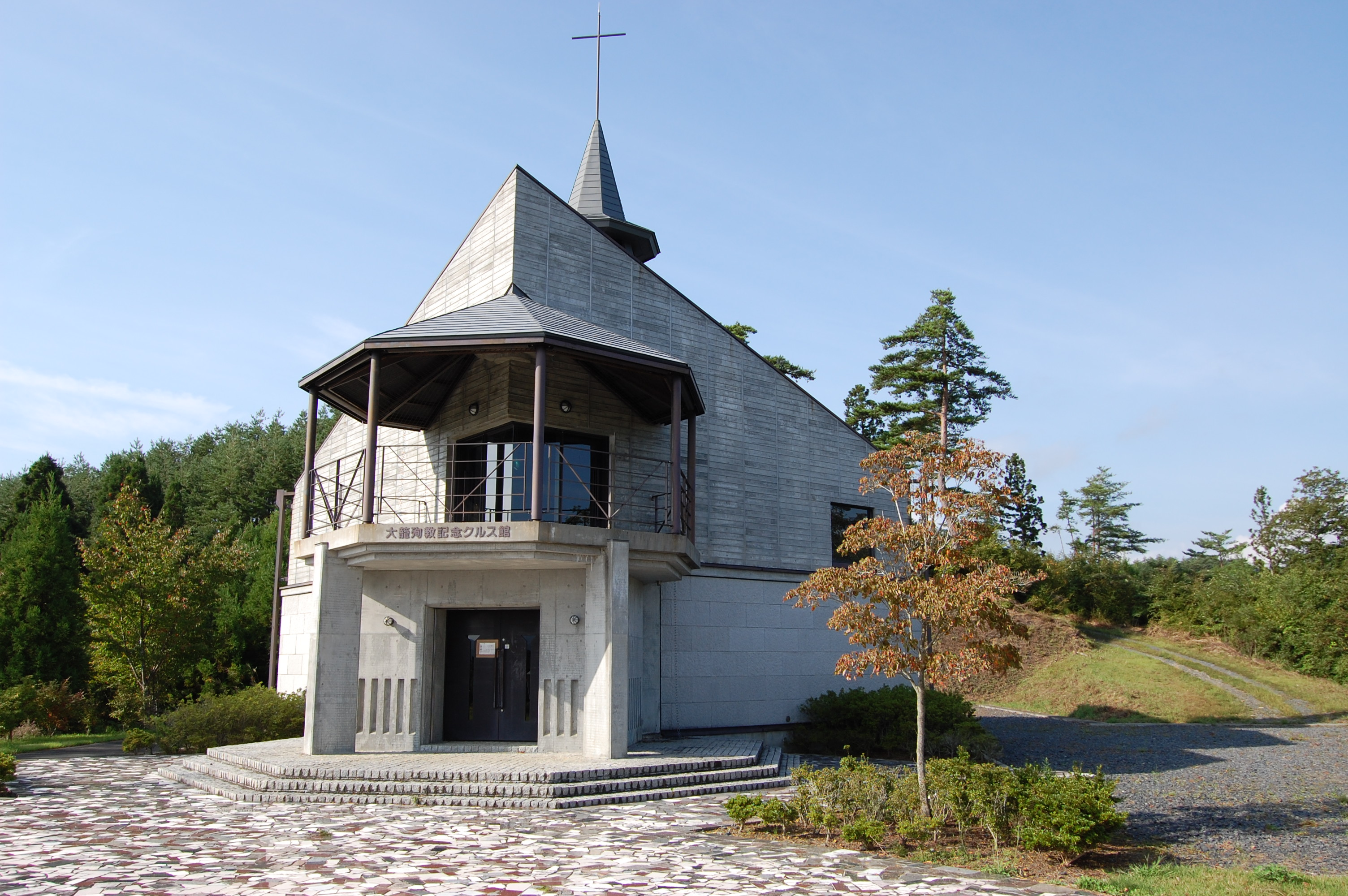
大籠キリシタン殉教公園

## 名物・特産物
- 餅：旧仙台藩領内の北部（宮城県北部から岩手県南部）では、正月以外にも餅を食べる習慣があり「もち暦」によると、その数は年間60日以上といわれる[58]。特に一関・平泉地方は、多彩な餅料理があり、近年の創作料理を含めて300種類を超える餅料理がある[59]。
- 舞草刀：日本刀の源流の一つとされる[60]。
- 東山和紙（とうざんわし）：一関市東山町特産の和紙。
- 郭公だんご：一関市の磐井川厳美渓「かっこう屋」の発売する団子。
- 室根からあげ：オヤマが製造する、一関市の銘柄鶏「いわいどり」のからあげ。
- かにばっと：一関市川崎町の名物。かにばっとの素材は、町内で獲れた「モクズガニ」を使用。コクのあるカニの風味が特徴。
- りんどう：岩手県はりんどう（竜胆）の生産量が日本一であり、一関市室根町で多く生産[61]されている。
- 曲がりねぎ：「一関特産曲がりねぎ やわらか美人」[62]という商標登録がされている。
- いわて南牛、磐井牛：一関市を中心としたJAいわて平泉管内で生産される牛肉のブランド。「いわて南牛」は主に首都圏の著名ホテルなど向け、 統一ブランドの「磐井牛」は全国各地へ出荷さてている[63]。
- 田むらの梅：「松栄堂」の初代店主が、田村家14代丕顕（ひろあき）子爵より命じられて作った菓子。丕顕公はこの風味、菓格がとくにお気に召され、田村の家名を冠することを許した[64]。
- ごま摺り団子：松栄堂の菓子で、団子の中にとじ込めたゴマ蜜が特徴。
- 亀の子せんべい：小麦粉を焼いた生地に良質の黒胡麻をペーストにした胡麻飴をたっぷりかけたせんべい。

## 一関市が舞台となっている作品
- タマラセ - 六塚光
- 鬼死骸村の殺人 - 吉村達也
- もち[65] - 監督 小松真弓

## 出身有名人

### 学問
- 芦東山 - 儒学者
- 粟野健次郎 - 教育者
- 大槻玄沢 - 蘭学者
- 大槻磐渓 - 漢学者
- 大槻文彦 - 国語学者
- 加藤寛 - 経済学者
- 建部清庵 - 江戸時代中期の医者
- 千葉胤秀 - 和算家
- 山田晟 - 法学者

### 政治家・官僚等
- 浅利三朗 - 内務官僚・栃木県知事・衆議院議員
- 阿部徳三郎 - 弁護士・衆議院議員
- 石川登盛 - 朝鮮総督府官僚・実業家
- 小野寺章 - 衆議院議員
- 小野寺有一 - 衆議院議員・釜石市長
- 佐々木洋平 - 衆議院議員・岩手県議会議員
- 佐藤衡 - 長坂町長・教育者・漢学者
- 佐藤秀蔵 - 貴族院議員
- 佐藤洞潭 - 仙台藩士
- 佐藤良平 - 衆議院議員
- 志賀健次郎 - 衆議院議員[66]
- 志賀節 - 衆議院議員
- 菅原エン - 衆議院議員
- 菅原喜重郎 - 衆議院議員 ・東山町長
- 菅原佐平 - 海軍軍医（中将）・一関市長
- 菅原希 - 総務省行政評価局長[67]
- 高平小五郎 - 外交官・貴族院議員
- 竹内重徳 - 岩手県副知事
- 松川昌藏 - 衆議院議員・一関市長
- 山田揆一 - 仙台市長

### 文学・芸術
- 蘆野胤恭 - 仏師
- 飛鳥あると - 漫画家
- 上野火山 - 劇作家・演出家
- 遠藤公男 - 作家
- 熊谷登久平 - 洋画家
- きざきかおる - 児童文学作家
- 小松沢陽一 - 映画ジャーナリスト
- 金野貴明 - 音楽プロデューサー、ティートックレコーズ代表取締役
- 佐々木正明 - ジャーナリスト
- 佐藤東華 - ジャーナリスト
- 佐藤智一 - 漫画家
- ジョヴァンニ安東 - 芸術家（サイバーゲージツ家）
- 白石公子 - 詩人・エッセイスト
- 千厩ともゑ - 旅行作家・編集者
- なかだえり - イラストレーター
- 中津文彦 - 作家
- 長沼守敬 - 彫刻家
- 楡周平 - 小説家[68]
- 馬里邑れい - 小説家
- 六塚光 - ライトノベル作家
- 村上昭夫 - 詩人
- 門馬もとき - 漫画家
- 屋須弘平 - 写真家
- 柳沢由実子 - 翻訳家・評論家
- 弓館小鰐 - 新聞記者・随筆家

### 芸能
- 天野滋 - ミュージシャン
- 伊藤孝雄 - 俳優
- 及川ひろみ - ミュージシャン
- 大利根勝子 - 浪曲師[69]
- 小倉貴久子 - ピアニスト
- 加藤久雅 - 俳優
- きくち伸 - フジテレビプロデューサー
- 小松彩夏 - タレント
- 佐藤茜 - フリーアナウンサー
- 佐藤智広 - 俳優[70]
- 佐藤璃果 - アイドル・乃木坂46
- 志田友美 - タレント
- SHUHO - ダンサー[71]
- 菅原チネ子 - 女優・声優
- 鈴木エレカ - 作曲家
- 千田淳一 - 福島テレビアナウンサー、フジテレビ記者
- 野口亜紀子 - フリーアナウンサー・DJ
- 藤圭子 - 歌手
- 双葉みどり - 漫才コンビ
- 瞳ナナ - タレント

### スポーツ
- 阿部寿樹 - プロ野球選手
- 岩渕麗楽 - プロスノーボーダー
- 及川英香 - バレーボール選手
- 小野寺祥太 - プロバスケットボール選手
- 加藤誠 - プロレスラー
- 木村晃之助 - 大相撲行司
- 木村正太 - プロ野球選手
- 佐々木亜紀 - 騎手
- 佐々木貴 - プロレスラー
- 高島覚 - プロ野球選手
- 高田山惠助 - 大相撲力士
- 藤野遥香 - ソフトボール選手
- 藤原麻起子 - ソフトボール選手
- 宮城山福松 - 大相撲力士
- YAMATO - プロレスラー

### その他
- 阿部美樹志 - 建築家・旧一関町役場の設計者
- 岩持静麻 - 全国農業協同組合中央会会長
- ケンジ・ステファン・スズキ - 環境活動家
- 佐々木成三 - 犯罪評論家、元警察官
- 佐藤洞潭 - 仙台藩士
- 清水陽平 - 弁護士
- 永野勝美 - 銀行家・岩手銀行頭取
- 増子次郎 - 実業家・東北電力会長

## 一関にゆかりのある有名人
- 浅野長矩 - 赤穂藩主（一関藩邸で切腹）
- 安倍良照 - 平安時代の僧、小松柵主（小松柵：一関市萩荘字谷起島が疑定地）
- 井上ひさし - 作家（居住）
- 色川武大 - 小説家（居住）
- 内海隆一郎 - 作家（居住）
- 及川和男 - 小説家（一関図書館名誉館長）
- 大谷翔平 - プロ野球選手（一関のリトルリーグに所属）
- 小山羊右 - タレント（在住）
- 加藤楸邨 - 俳人、国文学者・父の転勤に伴い在住・旧制一関中学校に在籍（居住）
- 北村透谷 - 詩人・1893年（明治26年）8月 キリスト教伝道（紀行）
- 幸田露伴 - 小説家・1892年（明治25年）東北一周の折、厳美渓に遊ぶ（紀行）
- 駒形克己 - 造本作家・デザイナー。2021年にアトリエを構えて以降、東京との2拠点活動を開始（居住）[72]
- 島崎藤村 - 詩人、小説家・1893年（明治26年）9月 北村透谷の紹介で「熊文」に宿泊、偶然にも一関は、教え子で藤村の文学に影響を与えた佐藤輔子（小説『春』に登場する安井勝子のモデルといわれる）が青年期を過ごした場所である。1937年（昭和12年）6月にも一関に宿泊した（紀行）
- 島地勝彦 - 編集者・実業家・作家（居住）
- 菅江真澄 - 旅行家、博物学者・1786年（天明6年）の春と秋の2回、厳美渓を訪れた。中里村の大槻家に宿泊し、大槻清堆と和歌を詠んだ[73]（紀行）
- 高橋ジョージ - 歌手、タレント（高校に通学）
- 高野長英 - 江戸時代の医者、蘭学者・大東町興田の祖父のもとで、11歳から16歳まで住む（居住）
- 楢崎教子 - 元柔道選手。千厩町で出生後、大和市へ移住するまで数年間住む（居住）[74]
- 舟橋聖一 - 小説家・戦時中に疎開（居住）
- 星亮一 - 作家。中学時代に仙台市から移住し、千厩町立千厩中学校および一関第一高等学校に在籍（居住）[75]
- 源頼朝 - 鎌倉幕府初代将軍・東山町田河津字矢森に「伝源頼朝の墓」がある（伝承）
- 三好京三 - 作家・旧制一関中学校に在籍（通学）
- 宮澤賢治 - 童話作家（企業に在籍）
- 山下りん - イコン画家・一関ハリストス正教会に作品が収蔵されている

## 市からの栄誉賞

### 市民栄誉賞
- 2010年受賞 - 藤原麻起子[76]
- 2012年受賞 - 藤野遥香[77]
- 2018年受賞 - 岩渕麗楽[78]

### スポーツ栄誉賞
- 2023年受賞 - 菊地心和、工藤信太朗、鈴木颯、千葉穂波[79]

## いちのせき大使
市の魅力や情報を発信し、イメージアップや知名度向上を図ることを目的としている。2023年5月に策定した「一関観光大使」制度にかわって同年11月より始まった。
※括弧は委嘱期間。
- 小松彩夏（2023年5月27日 - ）[82][83][84]
- 佐々木成三（2023年11月 - ）[85][86]
- グエン・コン・フイン（2024年1月12日 - ）[80]
- チャン・チュン・ユン（2024年1月20日 - ）[80][87]
- 平賀和人（2024年5月5日 - ）[88]
- 高橋ジョージ（2024年5月5日 - ）[88]
- SHUHO（2024年6月1日 - ）[89]
- 陳英顯（2024年7月26日 - ）[90]
- 包化富（2024年7月26日 - ）[90]
- 藍信彰（2024年7月26日 - ）[90]
- 林克護（2024年7月26日 - ）[90]
- 松村勲（2024年7月26日 - ）[90]
- 瞳ナナ（2025年4月29日 - ）[91]
- 王國禎（2025年7月14日 - ）[92]